# Barthélemy d'Eyck
Barthélemy d'Eyck o van Eyck (ca. 1420 – 1470) fou un pintor de l'escola dels primitius flamencs que va treballar a França i probablement al ducat de Borgonya com a pintor i il·luminador de manuscrits. Va estar actiu aproximadament entre 1440 i 1469.
Tot i que no hi ha cap treball documentat com a seu que hagi sobreviscut, va ser lloat pels autors contemporanis com a artista principal del moment, i s'accepten generalment com a seus alguns treballs importants. En particular, Barthélemy ha estat acceptat per molts experts com la identitat dels artistes anteriorment coneguts com el mestre de l'Anunciació d'Ais per les pintures, i el mestre de René d'Anjou pels manuscrits il·luminats. Es creu que podria ser el mestre de les Ombres responsable d'algunes parts del calendari de Les molt riques hores del Duc de Berry.

## Biografia

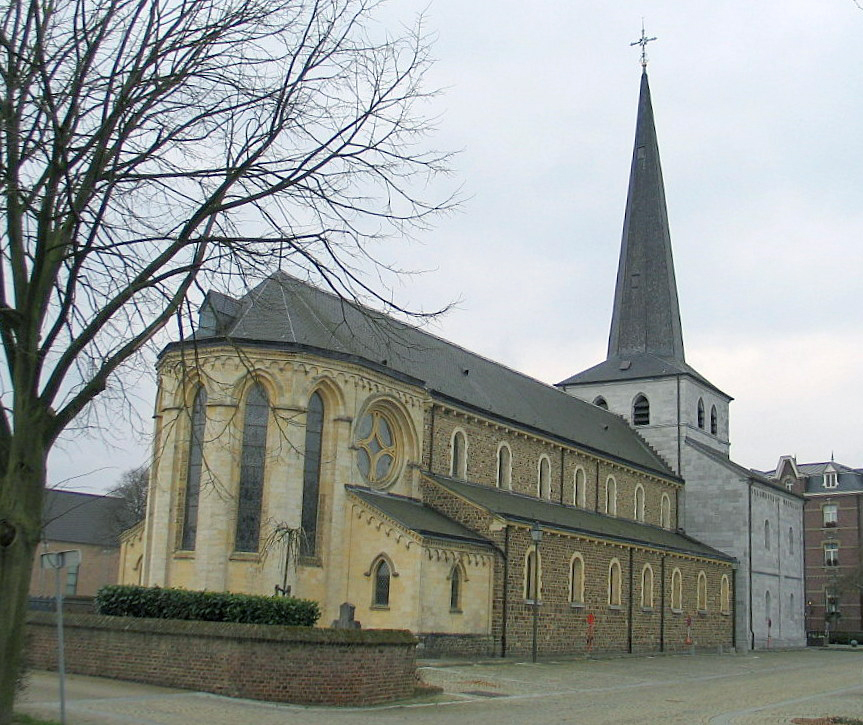
Antiga església abacial de l'abadia d'Aldeneik a Maaseik

Hi ha poca documentació que permeti conèixer la vida del pintor. Es considera que seria originari del principat de Lieja, de Maaseik, una de les Bones Viles germàniques, de parla limburguesa o neerlandesa. Era fill d'Ydria Exters d'Allemagne, originària de la mateixa regió, casada en segones núpcies amb Pierre du Billant, brodador i ajudant de cambra de René d'Anjou, també d'origen liegès. Una acta notarial d'Ais de Provença, datada el 28 de juny de 1460 certifica aquest matrimoni i s'hi recull que el germà de Barthélémy s'anomenava Clement d'Eyck. D'altra banda, una làpida trobada al cementiri de l'abadia d'Aldeneik, a l'actual ciutat de Maaseik, conté les armes dels Van Eyck, nom del primer marit d'Ydria, associades a les armes dels Van Biljandt o du Billant, la qual cosa fa pensar en un parentiu entre Barthélemy d'Eyck amb Jan van Eyck i el seu germà Hubert, originaris d'aquesta regió. El seu padrastre va seguir René d'Anjou a Nàpols i al sud de França. La seva mare va morir el 1460. 
Alguns especialistes han proposat, tant en el terreny estilístic com en el probable vincle familiar, que Barthélemy es podria haver format al taller de Jan van Eyck, i va treballar durant els anys 1430 al Llibre d'Hores de Torí, un famós manuscrit il·luminat, només conegut per fotografies en blanc i negre després de la seva destrucció en un incendi.
Segons Charles Sterling, hauria coincidit amb el pintor suís d'origen alemany Konrad Witz, les obres del qual posseeixen marcades analogies amb les atribuïdes a Barthélemy. Aquesta trobada hauria pogut tenir lloc el 1434, en ocasió del Concili de Basilea. A continuació, Barthélemy hauria conegut el 1435 a Dijon a René d'Anjou, qui pel seu matrimoni amb Isabel de Lorena, havia heretat el ducat de Lorena el 1431 fins a aquell moment en poder del seu sogre. René d'Anjou es va convertir en el seu patró principal abans de ser fet presoner per Felip III de Borgonya. Cap al 1440, precisament treballant a Dijon per a Felip de Borgonya, hi ha documentat un pintor anomenat «Barthélemy» que no és descartable que es tracti de la mateixa persona.
El 1444 Barthélemy d'Eyck era a Ais de Provença al sud de França probablement treballant amb l'important pintor francès Enguerrand Charonton amb qui va fer de testimoni en un document legal.

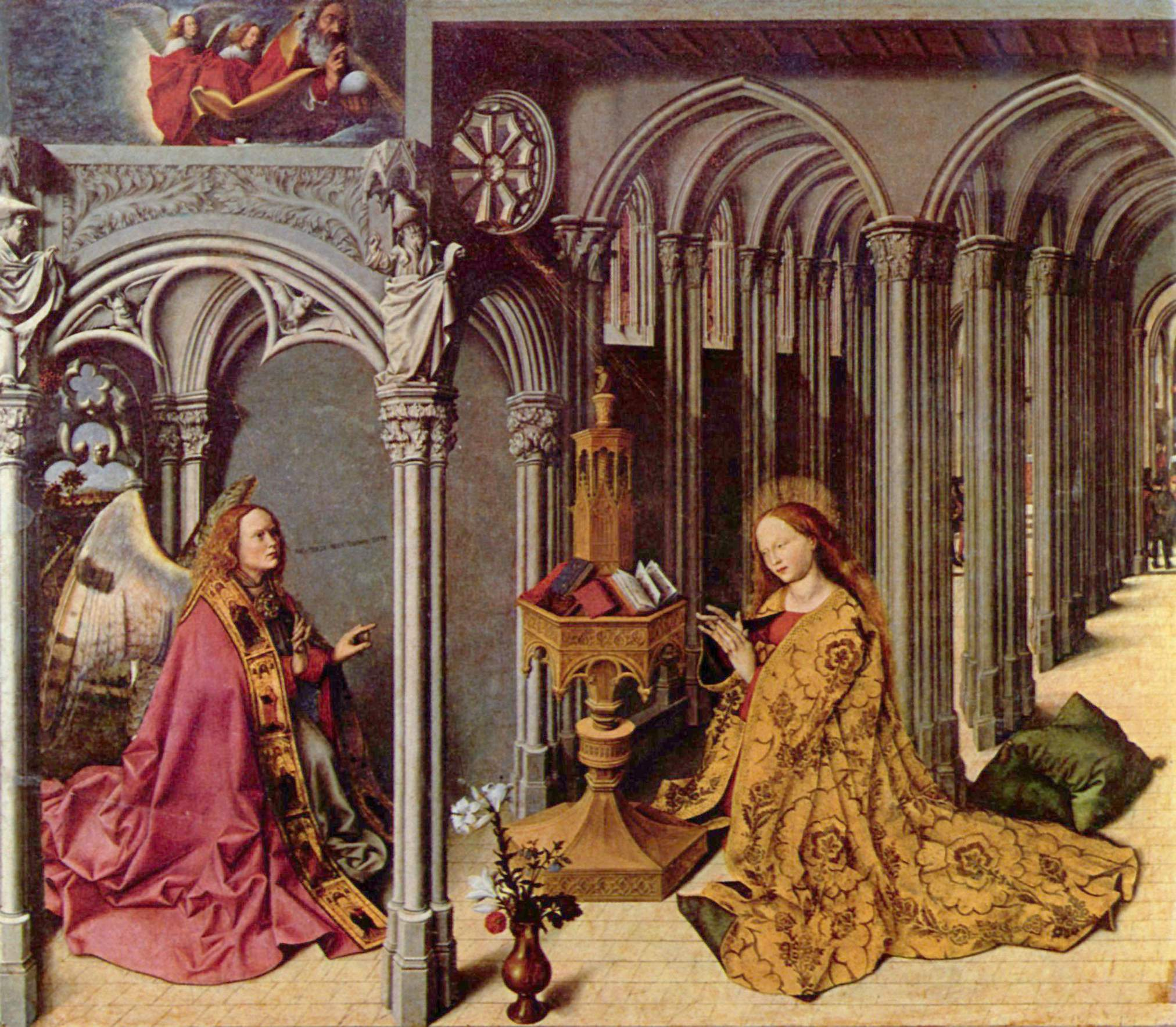
Plafó central de l'Anunciació d'Ais, c. 1443-1445

### Vinculació amb René d'Anjou
René d'Anjou era un príncep de la dinastia Valois que tenia una complicada barreja de títols i nomenaments, entre ells el de rei de Nàpols, un regne del que va ser expulsat per la Casa d'Aragó prop de 1442.
Tot i els seus viatges, René preferia viure als seus territoris del sud de França o a la vall del Loira, i va ser un poeta i artista afeccionat amb un cert talent. Durant molt de temps se l'ha considerat personalment responsable de les il·luminacions de manuscrit que ara estan generalment atribuïdes a Barthélemy.
Hi ha proves que Barthélemy o bé va estar a Nàpols, o bé els seus treballs eren coneguts allà, vista la seva influència en el treball dels artistes napolitans Colantonio i Antonello da Messina. En aquest sentit, l'humanista italià Pietro Summonte plantejava el 1524 que la tècnica flamenca de la pintura a l'oli havia estat ensenyada al pintor napolità Colantonio pel mateix rei René, en alguna de les seves estades a Nàpols entre 1438 i 1442.
Els historiadors de l'art més aviat han preferit veure els pintors del cercle del rei en l'aprenentatge de la tècnica flamenca de Colantonio, un posicionament què ha portat la italiana Fiorella Sricchia Santoro i la francesa Nicole Reynaud a afirmar que Barthélemy d'Eyck hauria acompanyat el seu mecenes en aquestes estades. En tot cas, està contrastada la presència del seu padrastre Pierre du Billant a Nàpols el 1440. Aquestes mateixes historiadores pensen que va realitzar alguns fulls de les miniatures de la Crònica Cockerell durant la seva estada. També podria haver acompanyat el rei en el moment de la seva escala a Gènova el 1438 en el transcurs del viatge cap a Nàpols, on hauria vist el Tríptic Lomellini de Jan van Eyck avui desaparegut. Però les opinions discrepen sobre la fi del sojorn. Segons Sricchia Santoro i l'historiador Carlo Ginzburg, hauria continuat a Nàpols amb el rei fins al juny de 1442 i retornat amb ell via Florència on s'haurien quedat durant l'estiu a la casa dels Pazzi. Per a Nicole Reynaud, Barthélemy tornaria aviat acompanyant l'esposa del rei Isabel de Lorena i els seus fills, acompanyats sens dubte per Pierre del Billant, la presència del qual a Ais de Provença està documentada des de març de 1441. Aquest viatge continua sent una suposició, ja que cap document no certifica que Barthélemy fos al servei de René d'Anjou durant aquest període. Si bé està admès per diversos historiadors de l'art, és posat en qüestió per altres. Segons François Avril o Eberhard König, Barthélemy d'Eyck podria igualment haver realitzat la Crònica Cockerell a partir de documents provinents d'Itàlia.
Hi consta la seva presència a la Provença per la seva aparició en una acta notarial datada a Ais de Provença el 1444 on figura com a mestre pintor (magister et pictor) al costat d'un altre gran pintor de l'època resident a la regió, el picard Enguerrand Charonton.
Va acompanyar René a Guiena i en unes quantes ocasions a Angers. Entre 1447 i 1449 el seu taller estava ubicat prop dels apartaments privats de René, el que suggereix un grau considerable i inusual de proximitat al seu mecenes. La seva última aparició als llibres és el 1469, quan tenia el seu propi salari, a més de tres criats o assistents, i tres cavalls. Hi ha informació que permet saber que va viure fins al 1472-1476.
A partir de 1459, esdevé el seu «criat tallant» (écuyer tranchant), és a dir encarregat habitual de tallar la seva carn. Aquests títols, purament honorífics, eren molt sovint atorgats en aquell temps a pintors oficials de la cort i els permetien beneficiar-se d'ingressos regulars. El 1460, va obtenir un nou càrrec, el de genet del rei de Sicília, un dels títols del rei René. Tanmateix, en cap moment no apareix als comptes de René d'Anjou el menor encàrrec concret d'una obra. És simplement l'encarregat del príncep per a adquirir altres obres d'art així com pergamins. Fins al punt que certs historiadors de l'art, com Albert Châtelet, han dubtat fins i tot que pugui haver estat un artista, preferint veure-hi més aviat un secretari particular.

## Estil

### La influència de Jan van Eyck, Robert Campin i Konrad Witz
Barthélemy d'Eyck era originari dels Països Baixos, un fet que s'observa a les obres que li són atribuïdes. Estan sovint influenciades per l'art dels Primitius flamencs dels anys 1430, l'època presumpta de la seva formació. L'Anunciació d'Ais presenta similituds amb L'Anunciació de la Nacional Gallery pintada per Van Eyck, obra dels anys 1434-1436 i potser encarregada pel Duc de Borgonya. És precisament en aquesta època que Barthélemy hauria anat a Dijon, moment de la seva trobada amb René d'Anjou, llavors presoner. Als dos quadres, l'escena es desenvolupa en una església, composició relativament poc habitual en aquell temps, en una arquitectura aparent, en el moment mateix en què es desenvolupa una missa en segon pla. Aquesta influència de Van Eyck consisteix en la utilització de motius més que en l'estil. És el cas per exemple de l'escena de dedicatòria de La Teseida de Viena on simula la silueta de la dona del Matrimoni Arnolfini.

L'Anunciació de Jan van Eyck, National Gallery of Art, Washington D.C.
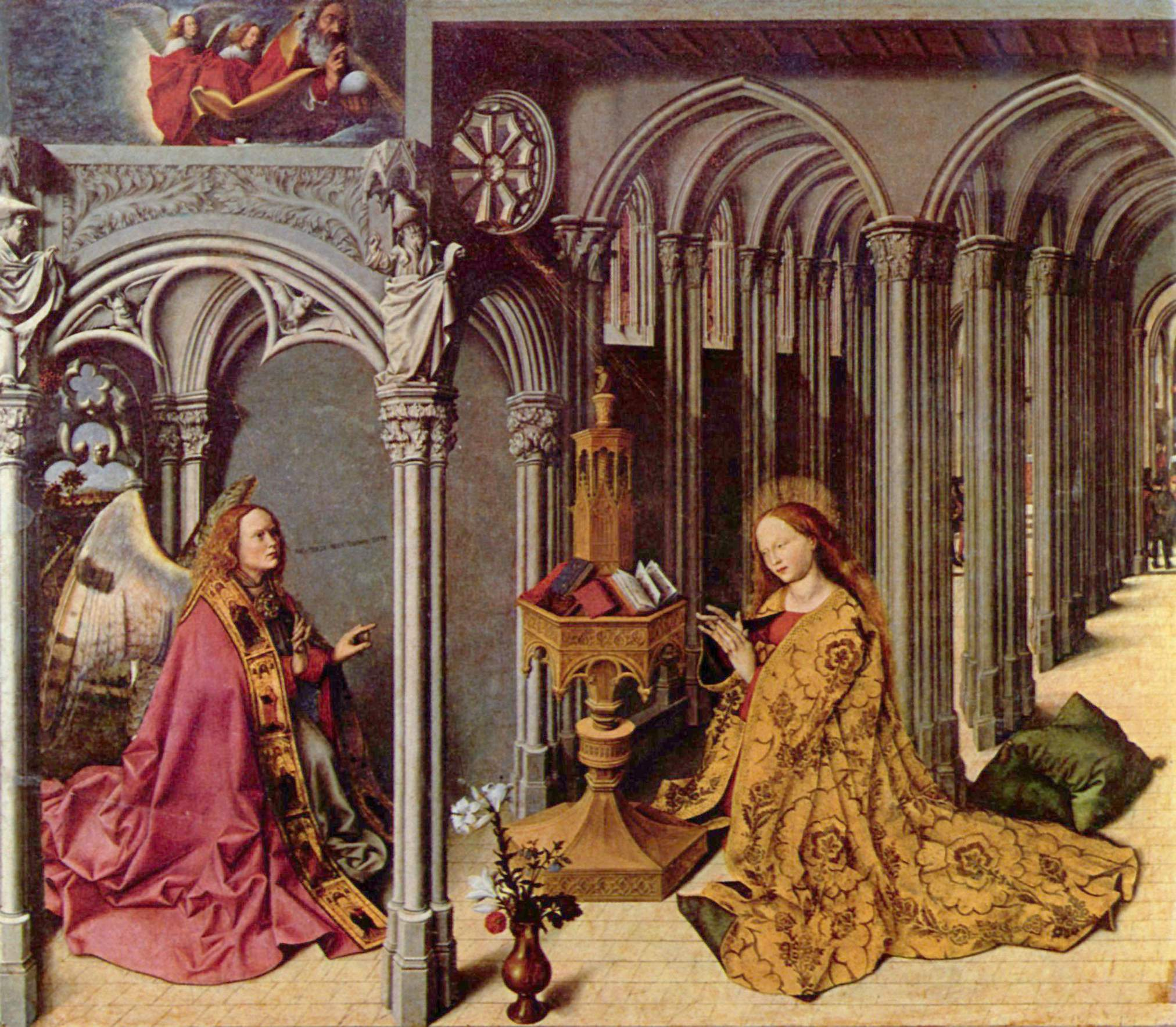
Plafó central del Tríptic de l'Anunciació d'Ais.
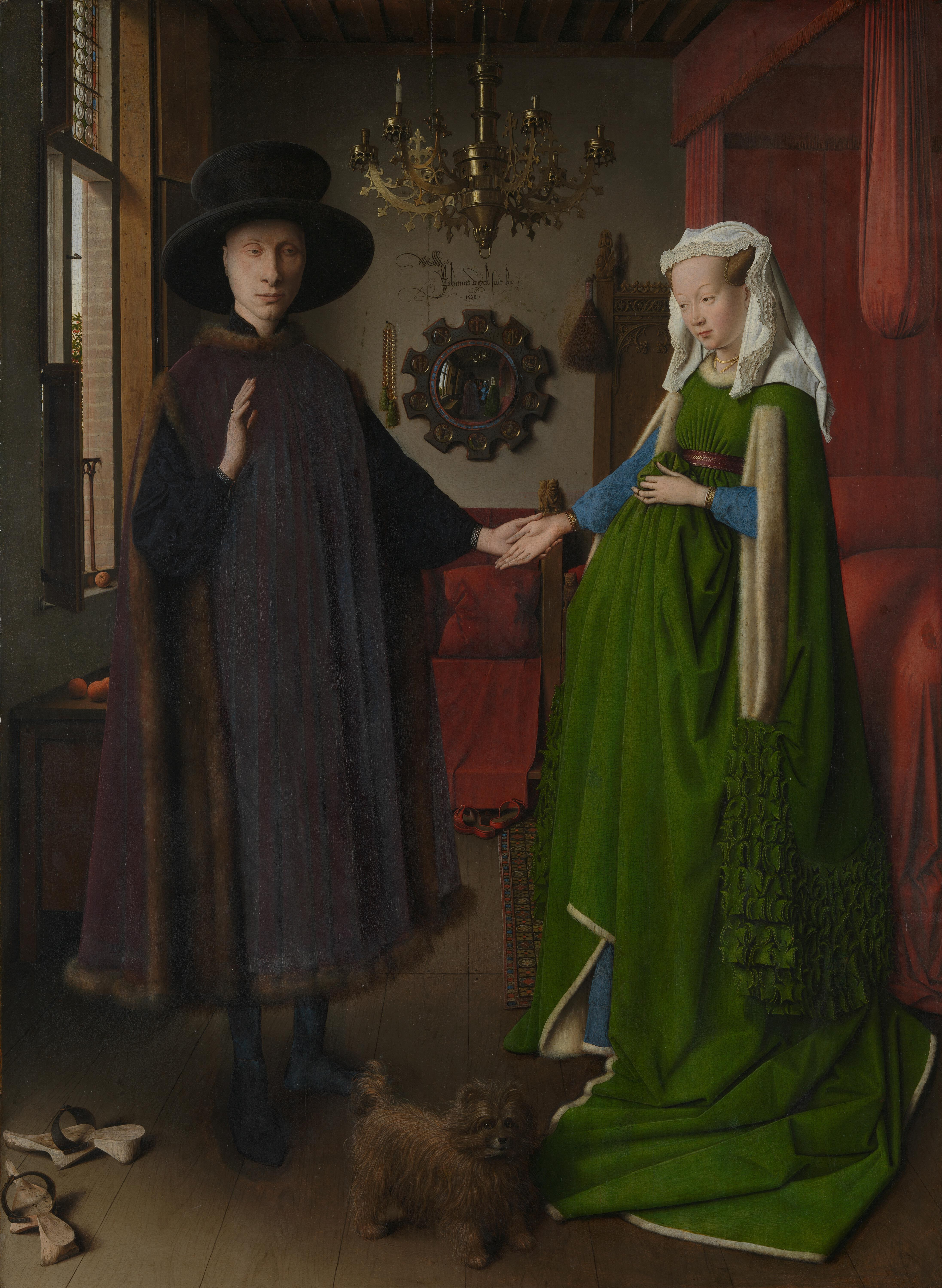
El matrimoni Arnolfini de Jan van Eyck, Nacional Gallery.
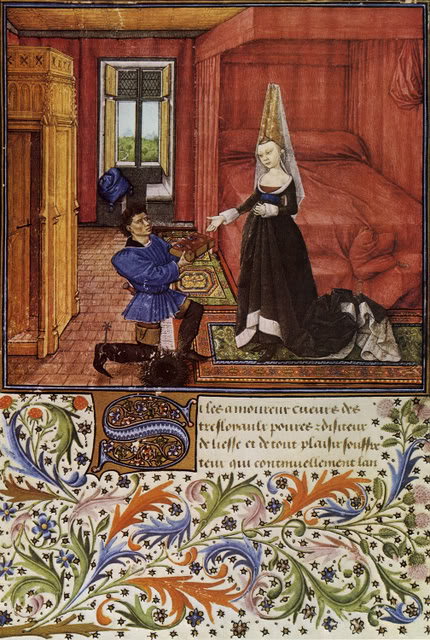
Escena de dedicatòria de La Teseida de Viena, f.14v.

Però és sobretot l'art de Robert Campin on el pintor sembla trobar la seva inspiració: presenta el mateix interès per llums clares i les ombres, però també per la recerca d'una execució realista de les formes, de les textures i de les superfícies dels objectes i dels teixits. Aquesta influència es nota particularment al quadre de la Sagrada Família de Lo Puèi de Velai o a les Hores Morgan, que presenten semblances amb obres atribuïdes al taller de Campin.

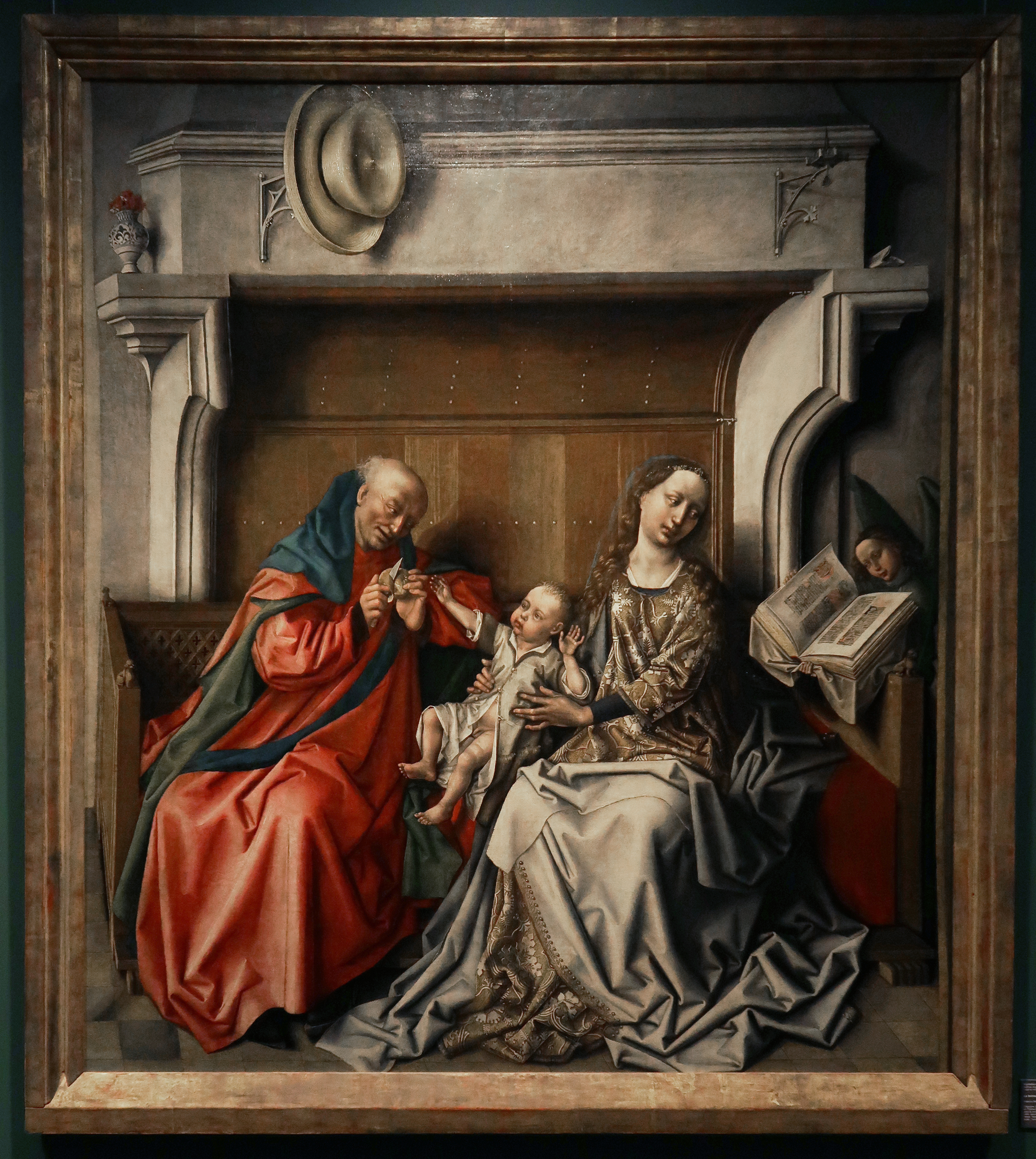
La Sagrada Família, Catedral de Lo Puèi de Velai
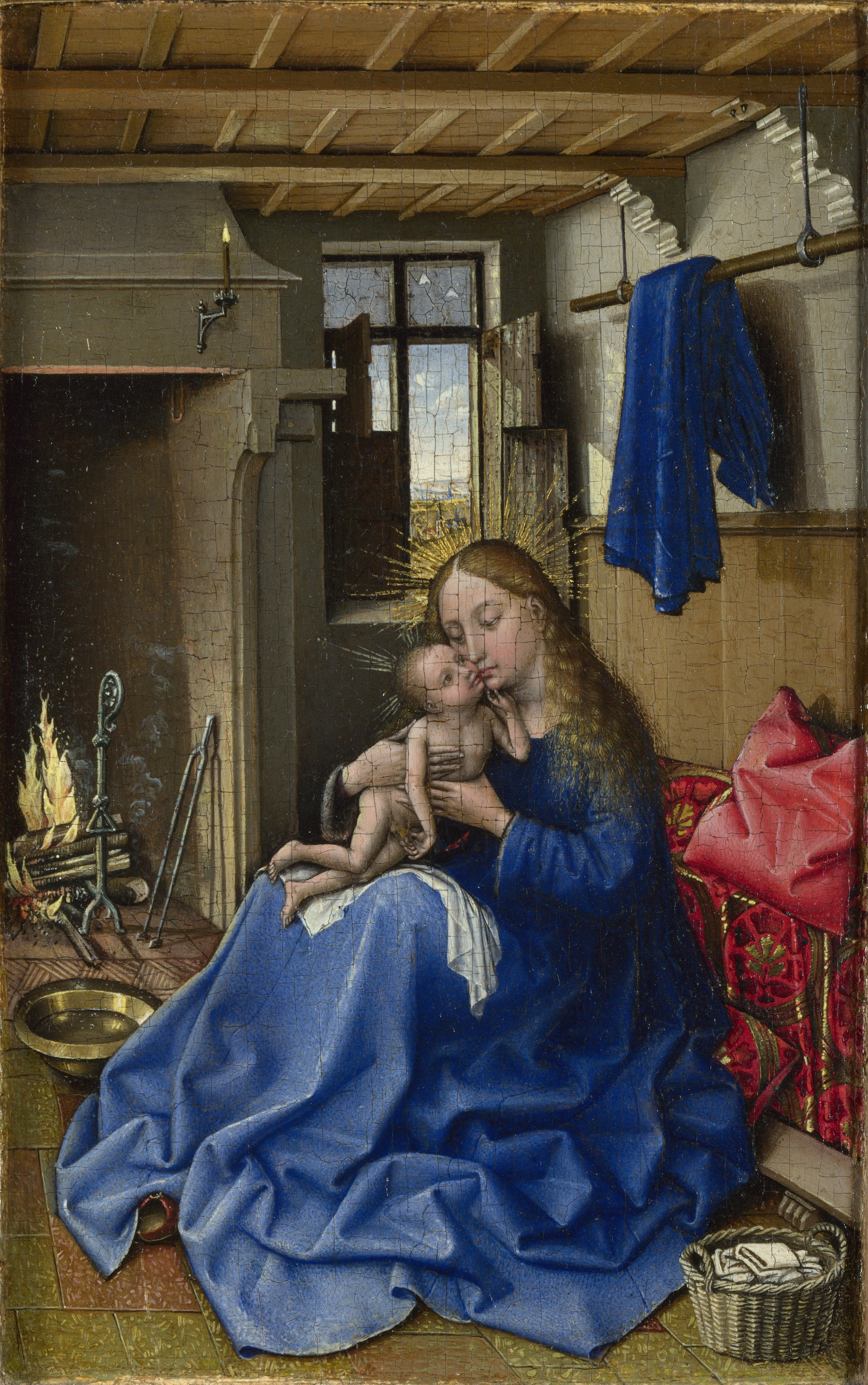
Verge amb Nen en un interior, taller de Robert Campin, National Gallery de Londres

Un altre pintor, en aquest cas suís d'origen alemany, sembla haver influenciat igualment Barthélemy d'Eyck, fins al punt que Sterling ha pogut especular amb una trobada entre els dos: es tracta de Konrad Witz. Certs detalls molt particulars del pintor helvètic es troben a la seva obra: és el cas sobretot de l'ús dels prisats dels vestits i de veles de forma tubular i trencades. Fa servir també temes molt poc freqüents a la pintura de l'època com David i els tres valents a les miniatures de les Hores Egerton, tema ja present al Retaule del Mirall de la Salvació de Basilea pintat per Witz cap a 1435.

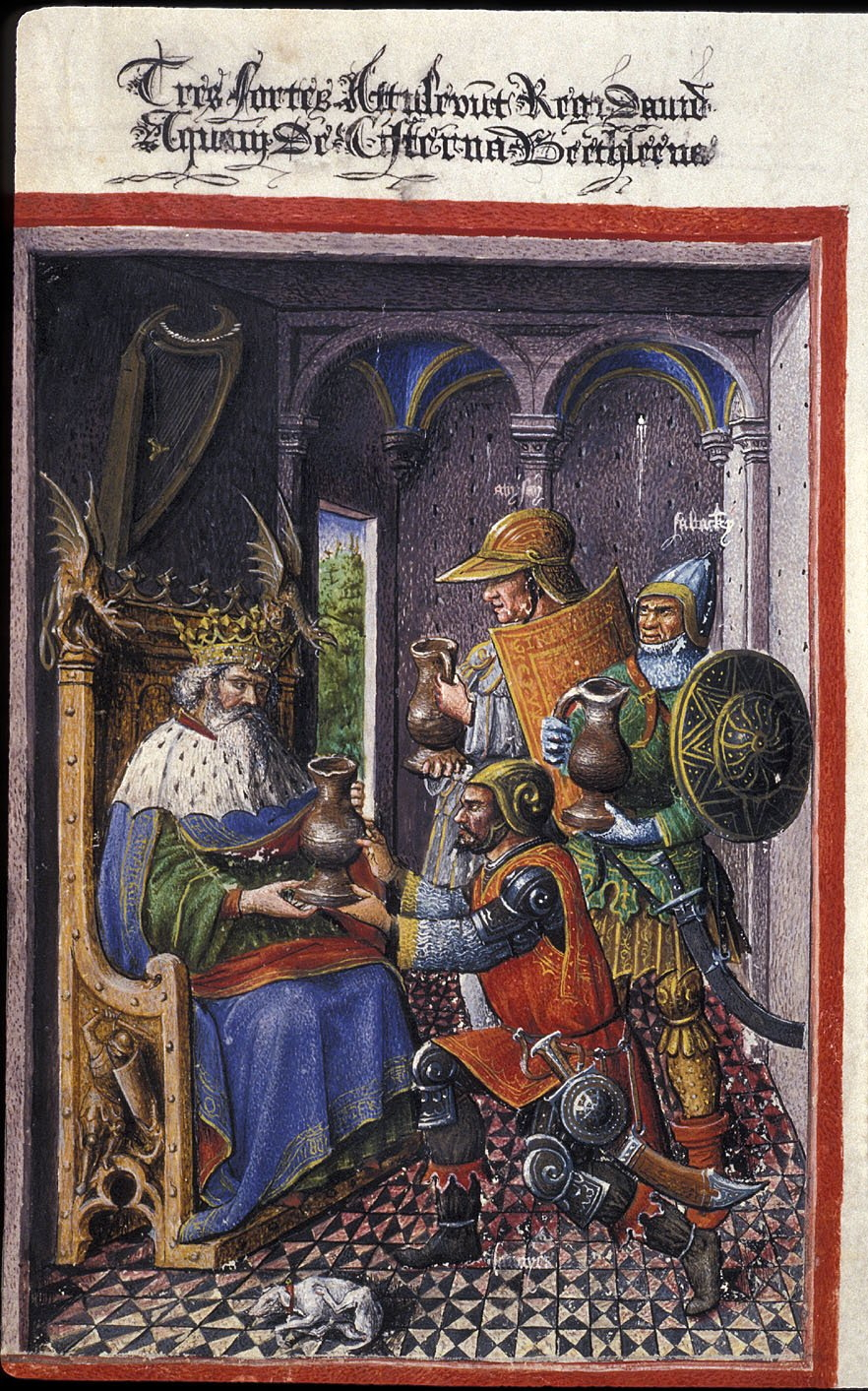
David i els tres valents, foli 139 de les Hores Egerton, Biblioteca Britànica
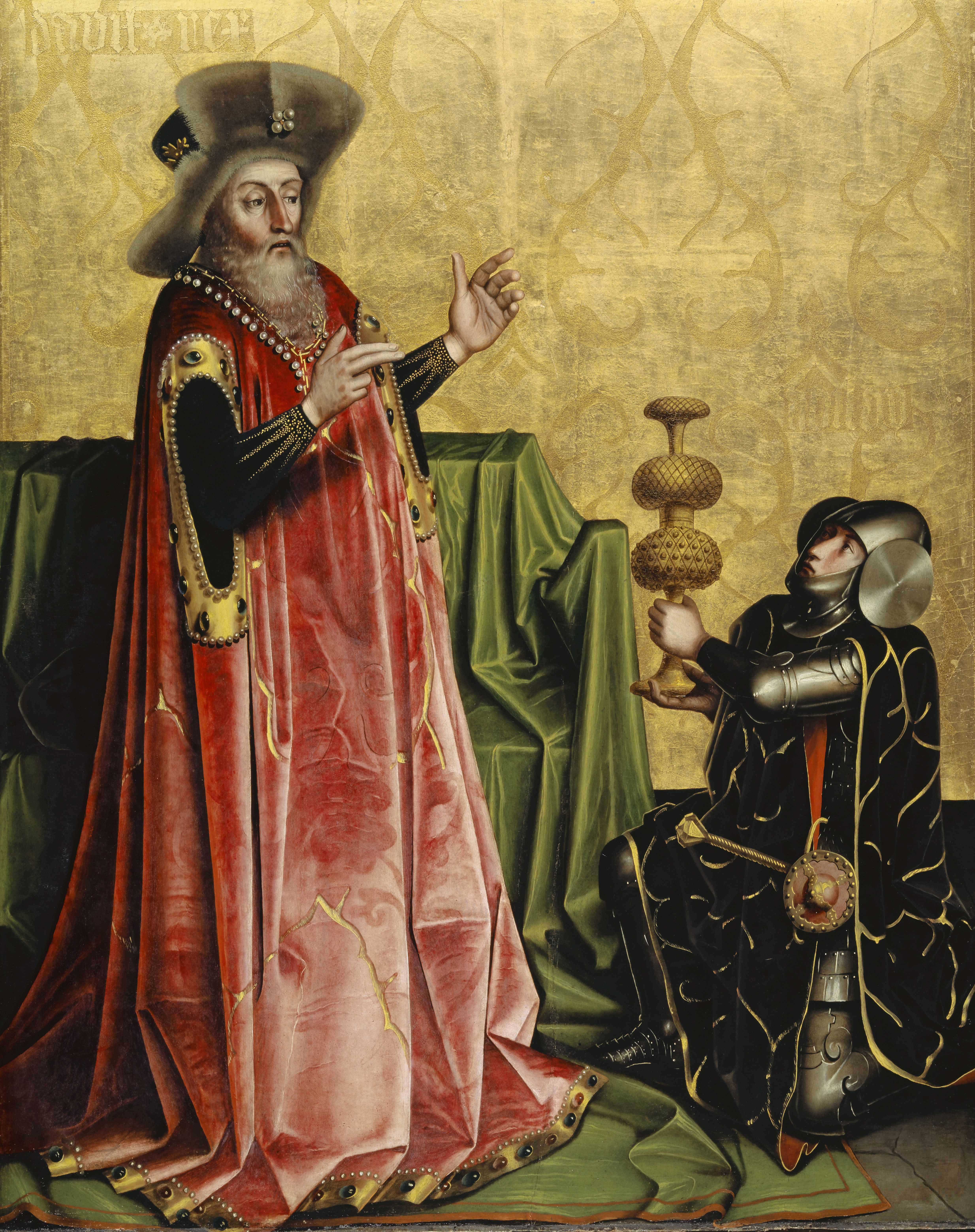
David i els tres valents, Retaule del Mirall de la Salvació, Kunstmuseum Basel (Basilea).
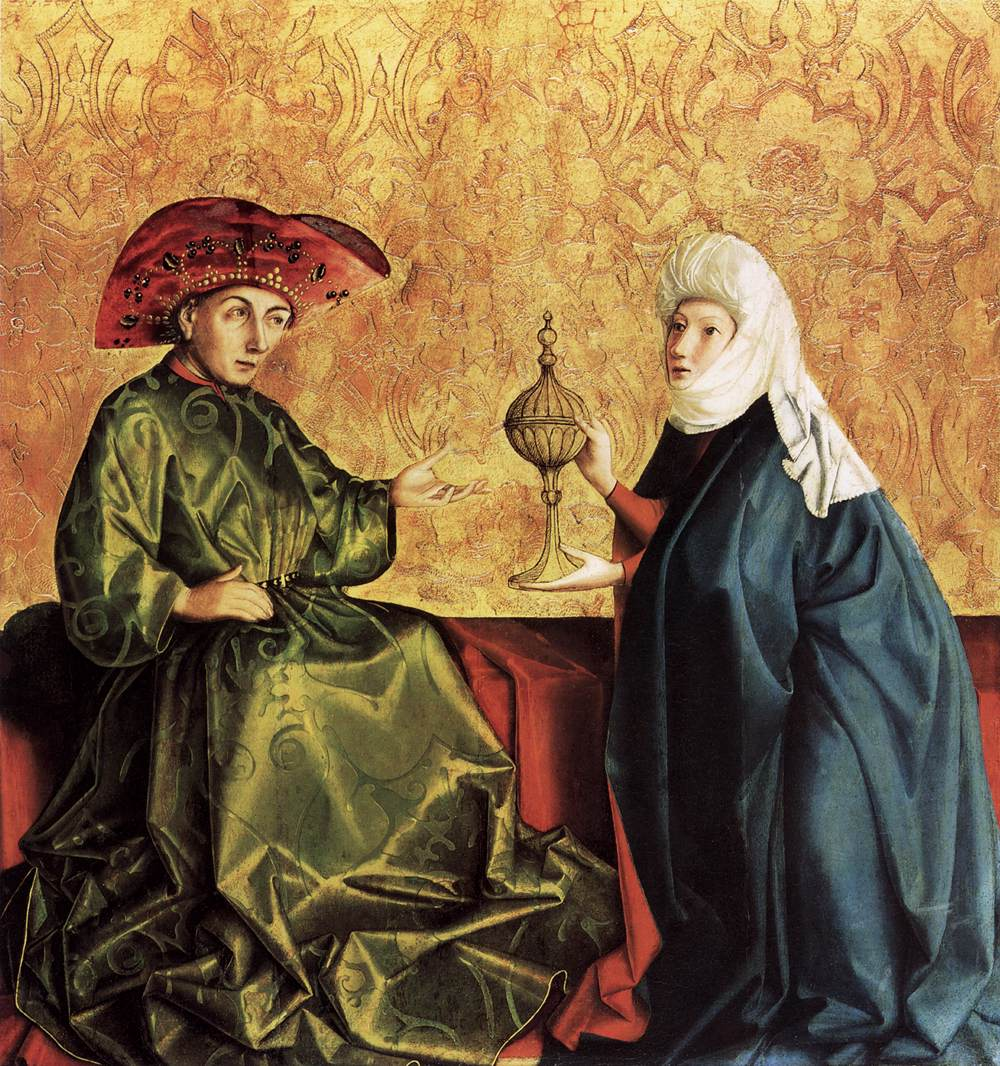
Els plecs tubulars a l'abric de Salomon i la reina de Saba, Gemäldegalerie (Berlín).

### Estil propi
Encara que les influències externes poden ser reconegudes, el pintor destaca per un estil realment original. Les seves obres presenten en nombroses ocasions organitzacions espacials complexes com al Tríptic de l'Anunciació d'Ais, un sentit del moviment i de l'acció a diverses miniatures com les de La Teseida i les del Llibre dels tornejos, on no vacil·la a realitzar una il·luminació a doble pàgina, la qual cosa constitueix «la major innovació feta fins a aquella data en la composició de la imatgeria dels manuscrits» segons François Avril. D'altra banda, fa un ús regular del clarobscur i dels jocs d'ombres, com al Llibre del cor d'amor enamorat: aquests jocs de llums serien la marca de la influència de la seva estada a Provença i de la llum de la regió. Segons certs historiadors d'art, són aquestes mateixes ombres que permeten descobrir la seva mà en certs afegitons al calendari de Les molt riques hores del Duc de Berry.
El seu tractament de les superfícies planes o modelades és també molt particular: realitza pinzellades amb forma d'un ombreig molt fi anomenat també flochetage. Alguns dels seus colors són igualment únics: utilitza rarament el blau atzur com la majoria dels il·luminadors de la seva època, però més aviat un blau vinca, per exemple al llibre que sosté Jeremies al Tríptic d'Ais.
Els seus personatges són característics: d'aspecte massís, lligats entre ells per posicions giratòries del cap i del cos, i posseeixen generalment una mirada enigmàtica lliscant sobre el costat. Tradueixen sovint una malenconia que es troba en els textos del seu mecenes, el rei René d'Anjou. Les seves mans són fortes i flonges, les falanges òssies i les ungles curtes, amb gestos recurrents com quan designen alguna cosa amb el dit.

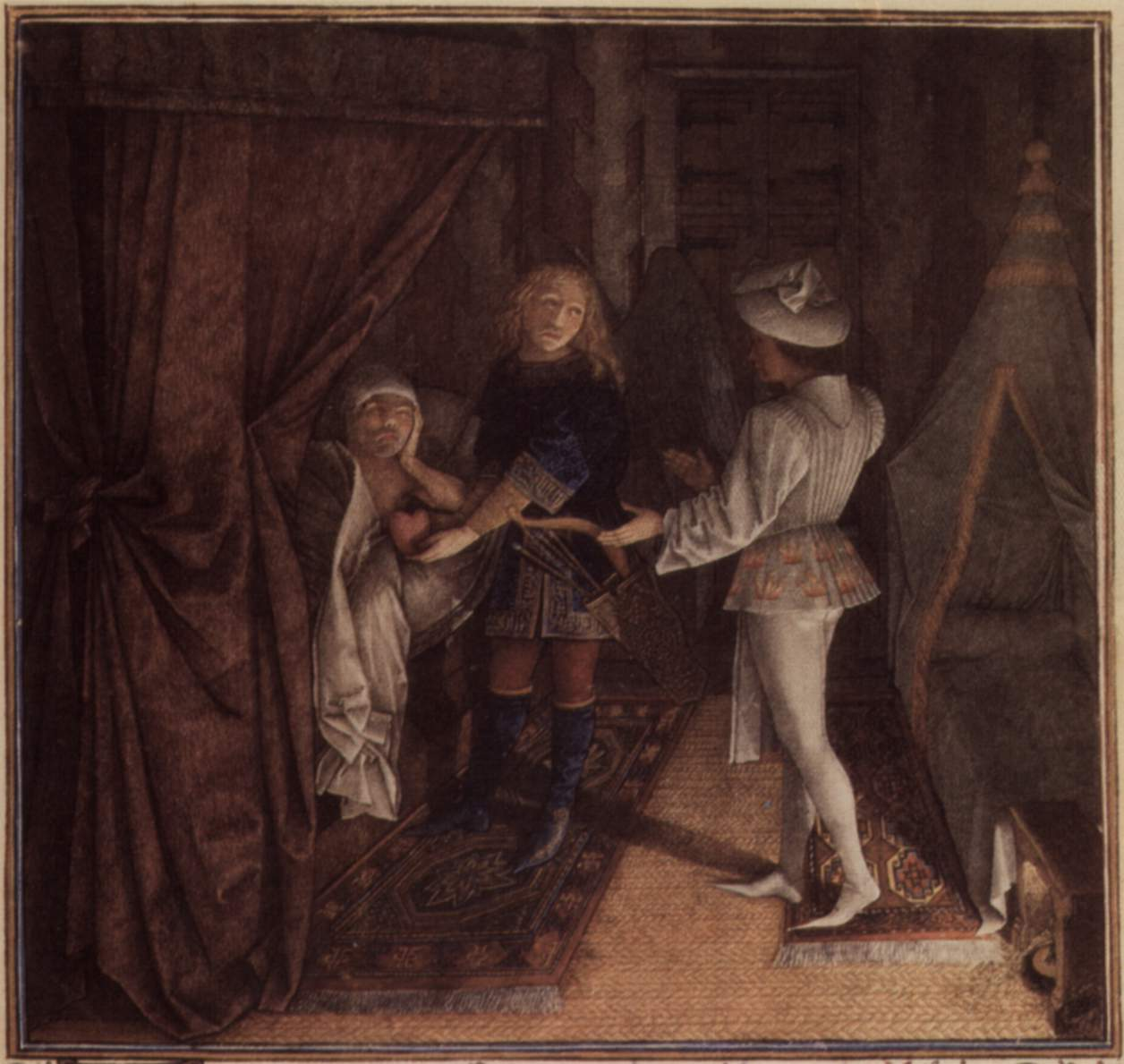
El clarobscur del Llibre del cor d'amor enamorat, f.2.
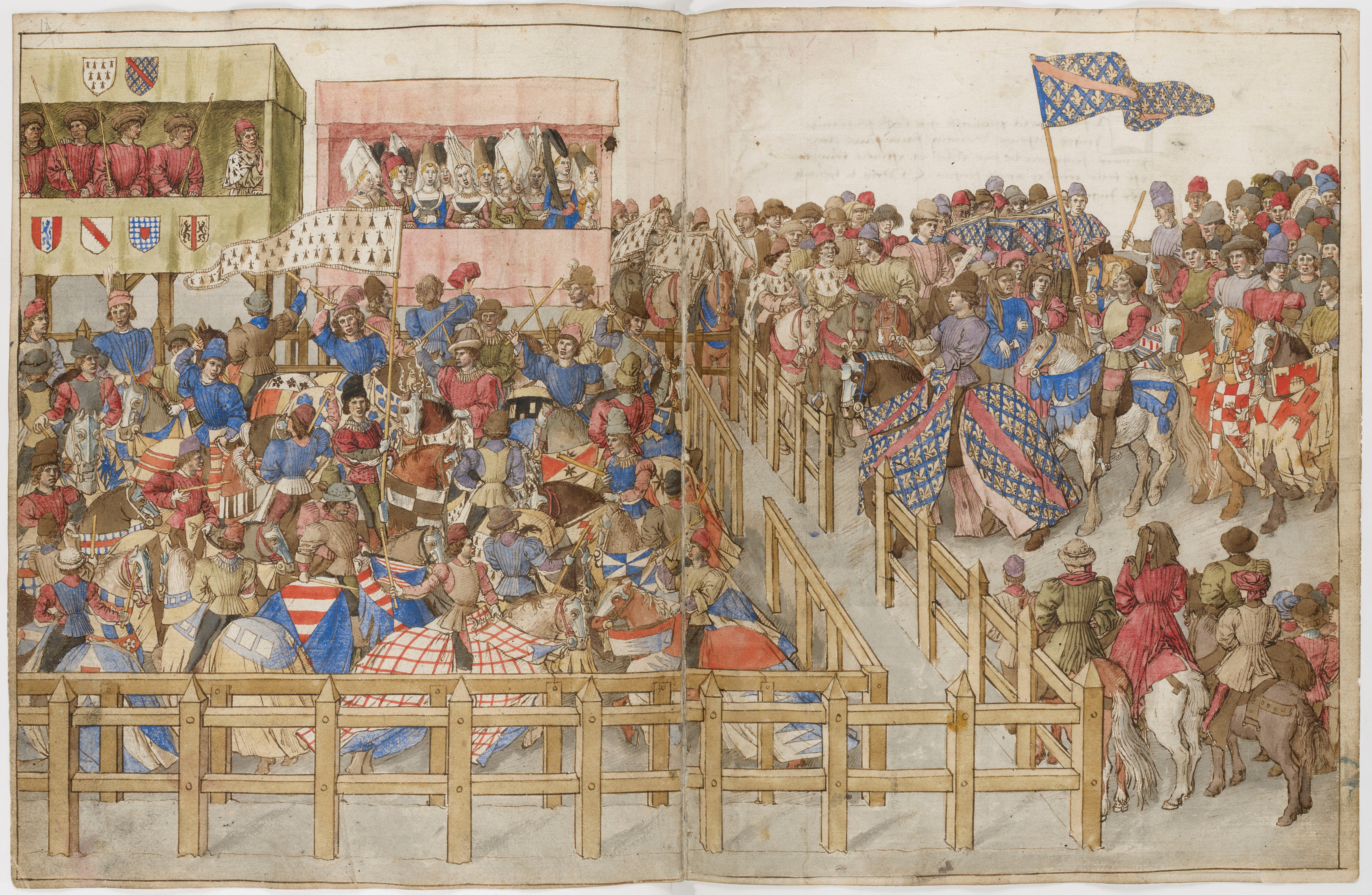
El sentit del moviment en el Llibre dels tornejos, f.76v-77.
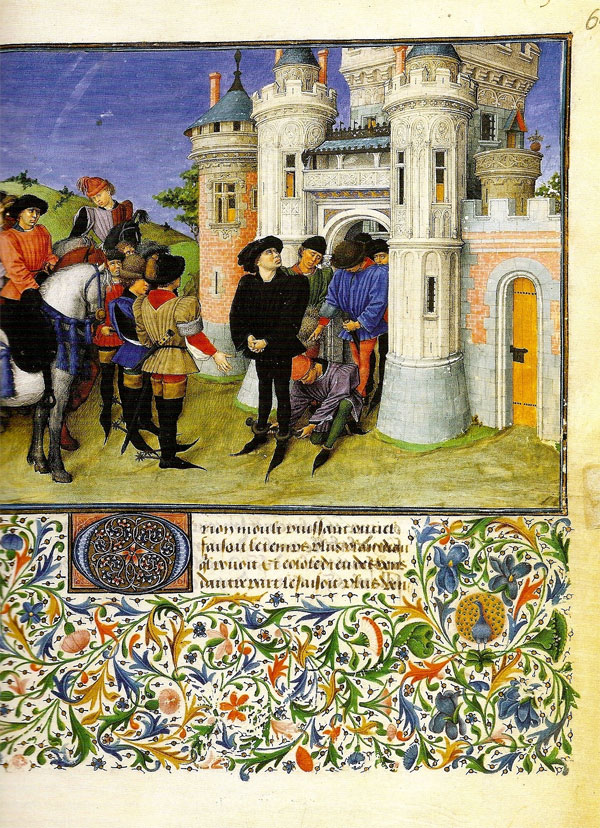
La posició dels personatges i la seva mirada a La Teseida de Viena, f.64.
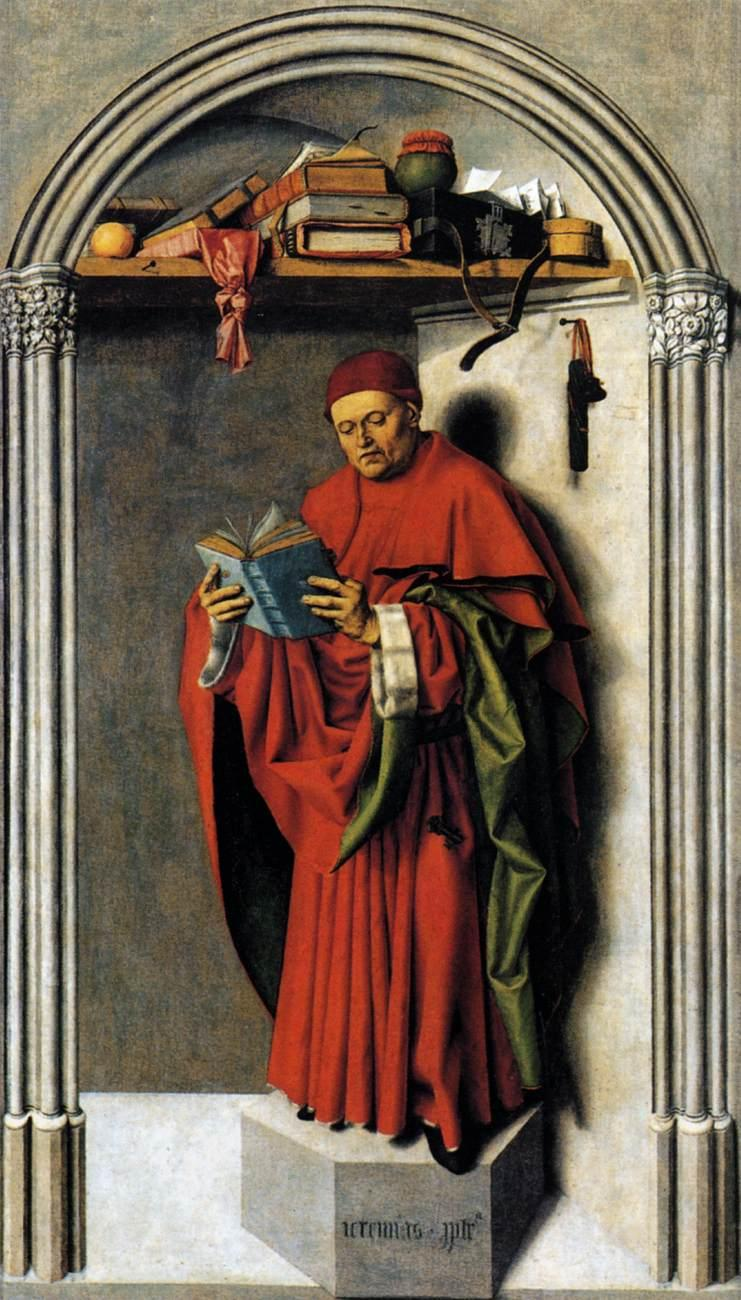
El blau vinca del llibre que sosté Jeremies al Tríptic d'Ais, museu Reial de Belles Arts de Bèlgica.

### Domini de l'heràldica i els emblemes
Tots els manuscrits atribuïts a Barthélemy d'Eyck revelen un gran domini de l'heràldica així com de l'art dels emblemes, molt important al final de l'edat mitjana.
El pintor està en l'origen de la pintura de 1452 de la primera Armorial de l'orde del Croissant, un orde de cavalleria creat per René d'Anjou, del qual el manuscrit original ha desaparegut avui però del qual se'n conserven còpies. La seva facilitat per la representació d'escuts d'armes és visible als relats de tornejos que va il·lustrar, així com els emblemes representats als marges dels llibres d'hores. És originari dels Països Baixos, lloc on es definia aquesta ciència en aquell temps i on es varen establir els preceptes que serien continuats a França i a Alemanya. Barthélemy podria haver assegurat la funció d'herald d'armes per a René d'Anjou. A més a més del fet que aquesta funció era freqüentment ocupada per pintors, i cap altre herald no és mencionat després de 1446 al si de la cort de Provença i d'Anjou.
D'altra banda, els blasons i cimeres representades al Llibre dels tornejos estan directament inspirats en les decoracions heràldiques de l'època entre el Rin i el Mosa, la regió d'origen de Barthélemy d'Eyck.

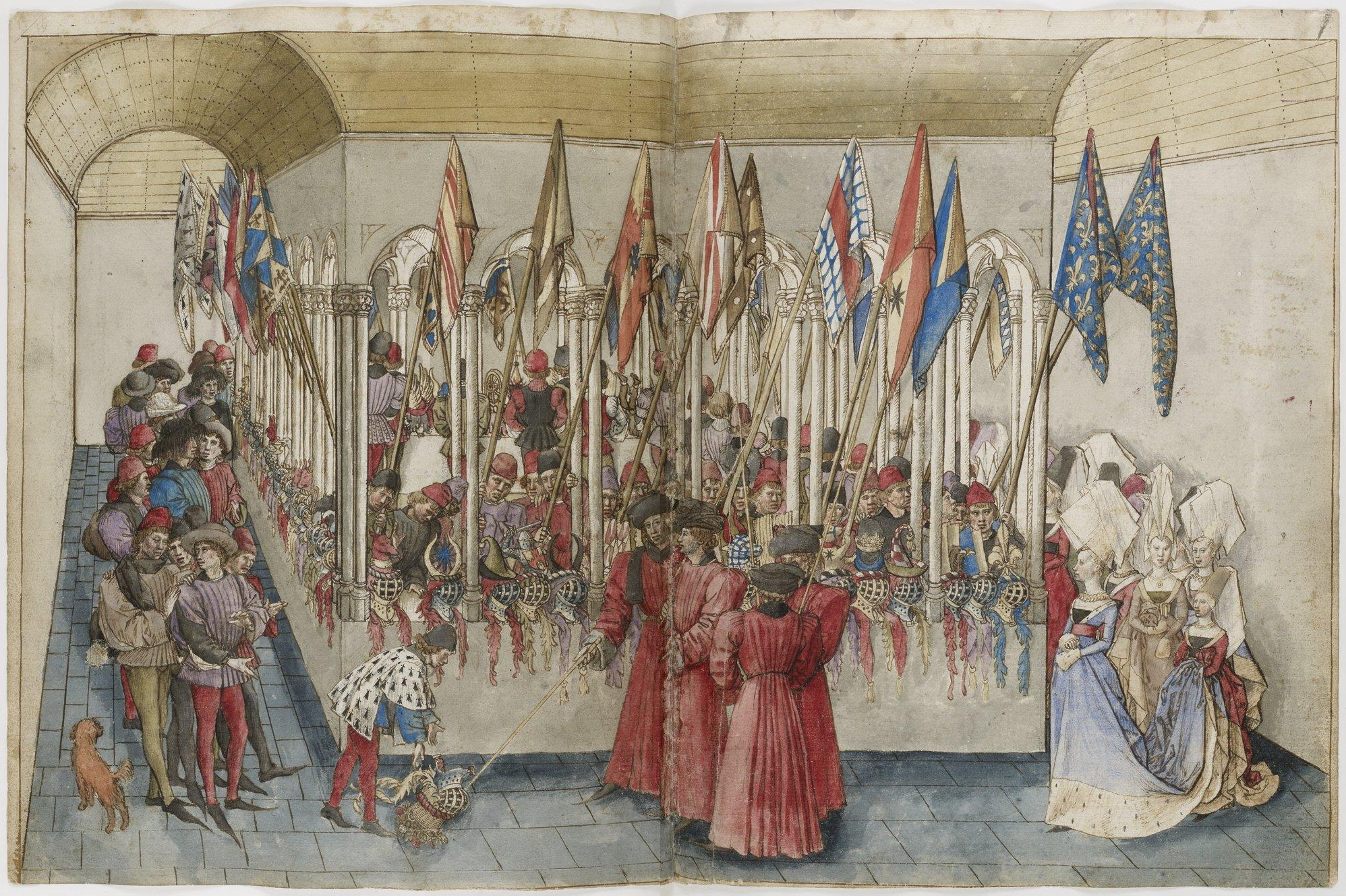
Presentació de les banderes i de les cimeres al Llibre dels tornejos, f.67v-68.
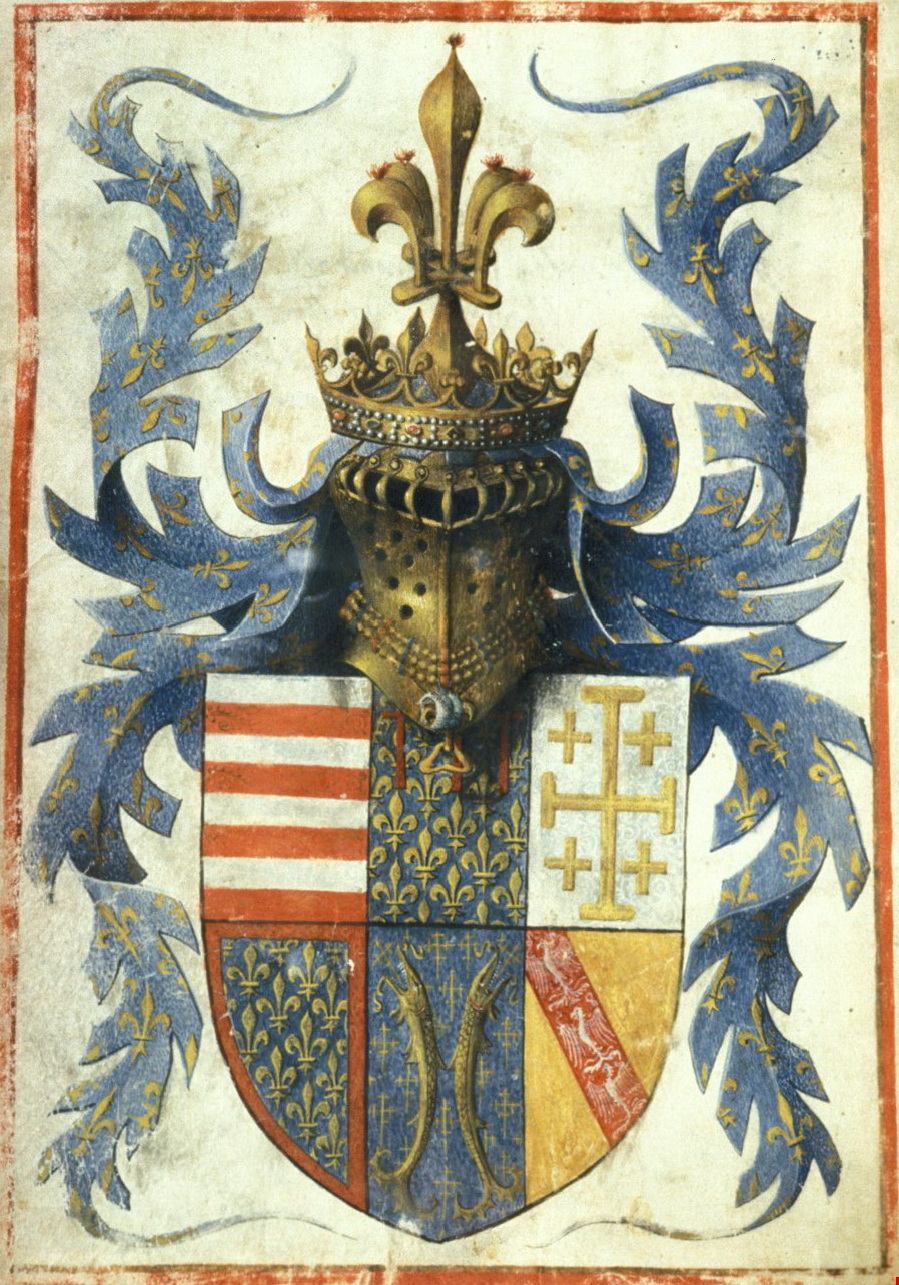
Armes de René d'Anjou afegides a les Hores Egerton, f.4v.
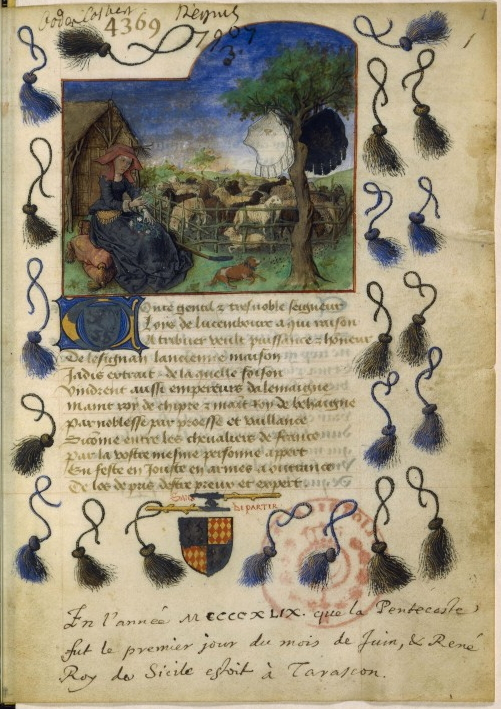
Decoració de marges amb flocs blaus i negres, emblema de Louis de Luxembourg-Saint-Pol a qui és dedicat el manuscrit del Pas d'armes de la pastora de Tarascó, BNF, Fr1974, f.1.
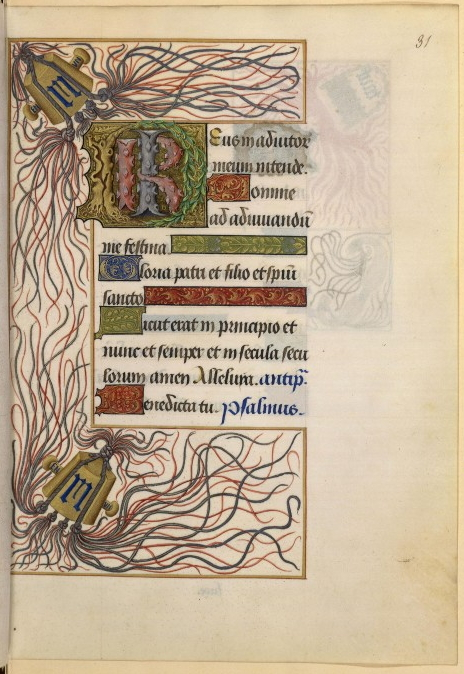
Marge de les Hores de René d'Anjou, decorada amb una esquella de corder simbolitzant la unió que fa la força. BNF, Lat17332, f.31.

## Obra

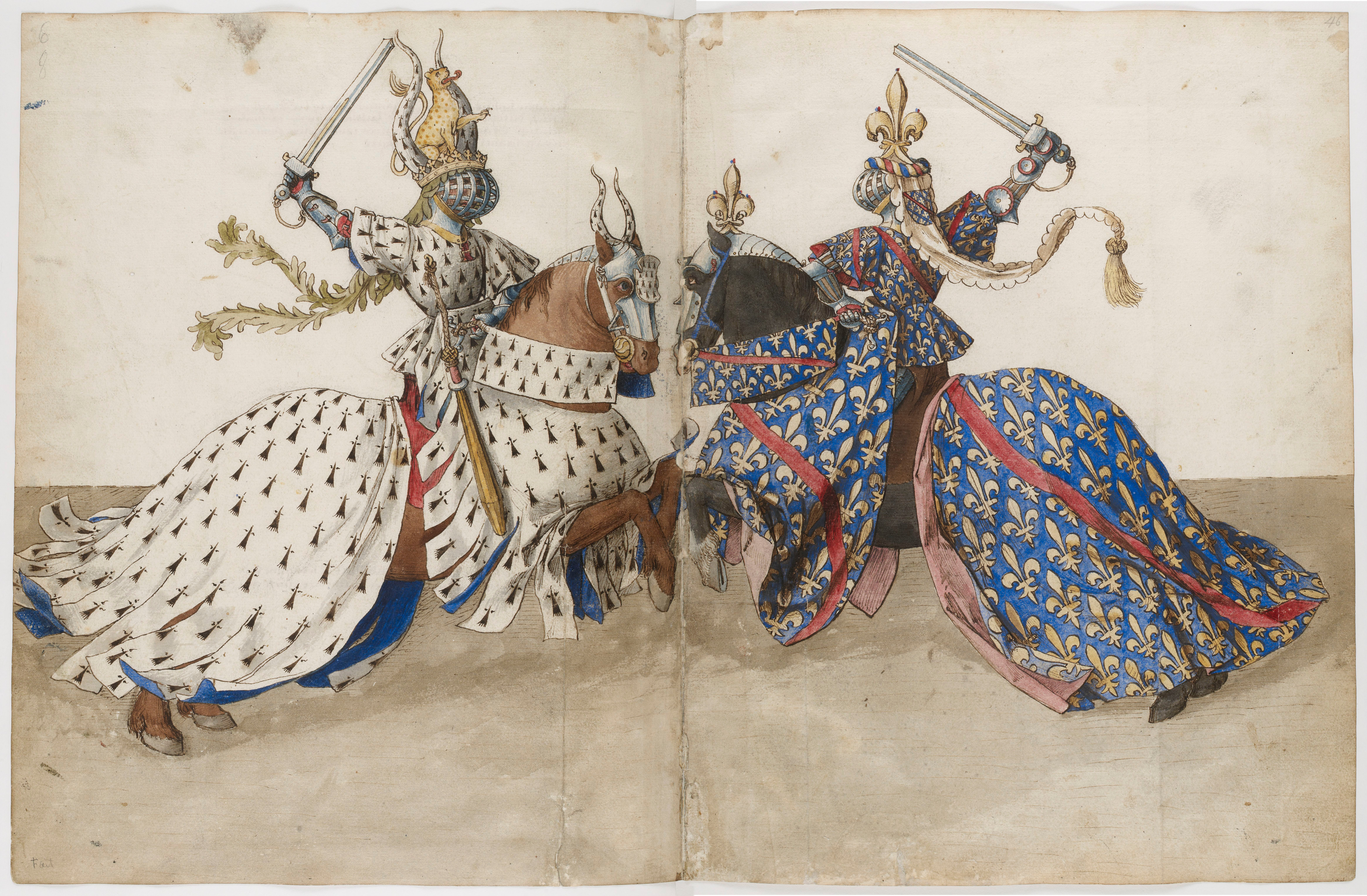
Pàgina del Llibre dels tornejos del rei René (BNF Ms Fr 2695)

Les obres atribuïdes a l'artista poden dividir-se en dos períodes. El primer, abans de 1450 on va entrar al servei de René i pintà el Llibre d'hores Egerton de 1435-1436i, el Tríptic de l'Anunciació d'Ais (1443-1445) i l'original perdut del torneig de Saumur o Pas de Perron (després de 1446), Pas d'armes de la pastora Tarascó (1449) i algunes pàgines addicionades de Les molt riques hores del Duc de Berry. Al segon període, se situen els manuscrits del Llibre de tornejos, La Teseida i la seva obra mestra, el Llibre del cor d'amor enamorat així com l'original perdut de la Mortificació del va plaer.

### Taules
L'Anunciació d'Ais, datada entre 1443-1445, és generalment acceptada com una obra de Barthélemy. És un tríptic, ara dispersat entre Ais de Provença, Brussel·les, Amsterdam i Rotterdam (un dels plafons laterals ha estat tallat en dues peces). Va ser encarregat per un comerciant de roba que coneixia el padrastre de Barthélemy, i combina influències de l'art dels primitius flamencs Robert Campin i Jan van Eyck amb l'estil de Claus Sluter, qui treballava a Dijon, i Colantonio. Molts dels detalls iconogràfics segueixen els de L'Anunciació de Van Eyck. A més d'aquest tríptic, un retrat datat el 1456 del Museu Liechtenstein, un fragment amb un petit Crist crucificat del Louvre i una escena de la Sagrada Família són les úniques taules atribuïdes a D'Eyck; gran part dels seus treballs posteriors són manuscrits il·luminats encarregats per René d'Anjou.
| Imatge | Dades                                              | Dades |
| --- | -------------------------------------------------- | ----- |
| | Tríptic de l'Anunciació d'Ais                      |       |
| 1443-1444 | Oli i tremp d'ou 102 × 68, 155 × 176, 152 × 86 cm. |       |
| Museu Boijmans Van Beuningen (ala esquerra), església de la Magdalena d'Ais (central), Museu Reial de Belles Arts de Bèlgica (ala dreta) |                                                    |       |
| L'escena principal del retaule és una Anunciació; els personatges estan emmarcats dins d'una església d'acord amb la tradició francesa. Les ales, on apareixen els profetes Isaïes i Jeremies –actualment separades de la taula central i exposades al Museu Boijmans Van Beuningen (Rotterdam) i al Museu Reial de Belles Arts de Bèlgica (Brussel·les)–, estan ubicades dins de fornícules amb llunetes a la part superior. La taula central es conserva a l'església de la Magdalena d'Ais de Provença. Els orígens del retaule són ben coneguts gràcies a un document d'arxiu datat el 9 de desembre de 1442 que assenyala que va ser encarregat per Pierre Corpici, un mercader de teles proveïdor de René d'Anjou, amb destí al seu altar a la catedral de Sant Salvador d'Ais de Provença. Al document no s'esmenta cap nom de pintor i després de nombroses atribucions fantasioses durant el segle xix, el quadre va ser atribuït el 1904 per l'historiador de l'art belga Georges Hulin de Loo a un pintor anònim, d'inspiració molt eyckiana segons ell, format a Flandes, que havia entrat en contacte amb Konrad Witz i actiu a la Provença. En aquell moment, li va atribuir el nom de «mestre de l'Anunciació d'Ais», si bé posteriorment ho va relacionar amb Barthélemy d'Eyck. Durant molt de temps els historiadors de l'art francès han preferit veure-hi un pintor francès format a l'art flamenc. Després d'una restauració, els petits personatges presents en el fons de l'escena han estat relacionats amb els personatges de l'escena d'embarcament del Llibre del cor d'amor enamorat. Posteriorment, la majoria dels historiadors de l'art coincideixen sobre aquesta atribució a Barthélemy d'Eyck, si bé altres com Albert Châtelet prefereix veure-hi la mà d'un tal Arnolet de Catz, pintor d'Utrecht casat amb la filla d'un pintor d'Avignon el 1430 mort el 1434. |                                                    |       |

| Imatge | Dades                                 | Dades |
| --- | ------------------------------------- | ----- |
| | Sagrada Família davant la llar de foc |       |
| 1435 | Tremp d'ou 204 x 180 cm.              |       |
| Catedral de Lo Puèi de Velai |                                       |       |
| L'obra prové del convent de les Clarisses d'aquesta mateixa ciutat, fundat el 1432 per santa Coleta. Mostra Maria sosté al Nen Jesús a la falda inclinant-lo cap a Josep que està pelant una poma. La Mare de Déu està girada de costat per a llegir un llibre que sosté un àngel. L'escena s'ubica davant d'una llar de foc amb tota la família asseguda en un escó. Durant molt de temps va ser atribuït a un seguidor de Robert Campin. La historiadora de l'art Nicole Reynaud va proposar atribuir-lo a Barthélemy d'Eyck basant-se en criteris d'estil. La forma de les cares, però sobretot la seva inclinació sobre el costat, la forma dels plecs del vestit han portat Konrad Witz a pensar en el pintor de René d'Anjou. Per a Nicole Reynaud l'adjudicació d'aquest quadre porta a considerar un dibuix d'una Mare de Déu amb el Nen actualment conservat al Nationalmuseum d'Estocolm com la còpia d'un quadre desaparegut de Barthélemy d'Eyck. La mirada cap al costat de la Mare de Déu és idèntica al del quadre de Lo Puèi, el mateix dibuix de la mà, els mateixos plecs rectangulars del mantell. L'obra va ser adquirida per la Caisse des Monuments historiques el 1964. |                                       |       |
| | Crist a la Creu                       |       |
| 1444 | Oli sobre taula d'àlber 25 × 17,5 cm. |       |
| Museu del Louvre |                                       |       |
| Aquest petita taula és un fragment d'una de més gran, datada el 1444. Prové possiblement d'una antiga predel·la on seria l'escena central, rodejada per una Mare de Déu i un sant Joan Evangelista. Destaca el detall, quasi sacríleg, de les mans i els peus tallats. Va ser adquirit pel museu del Louvre el 1993. El quadre conté un fons reproduint un teixit adomassat de color taronja molt freqüent a la pintura provençal de l'època i que s'assembla al que hi ha al Retaule Requin (Avinyó, Museu del Petit Palais), obra d'Enguerrand Quarton, a qui havia estat atribuït aquesta taula anteriorment. La forma rabassuda de la cara del Crist i la seva mirada que llisca sobre el costat són característiques de l'estil de Barthélemy d'Eyck. |                                       |       |
| | Retrat d'home (1456)                  |       |
| 1456 | Oli sobre taula d'àlber 51 × 41 cm.   |       |
| Museu Liechtenstein de Viena |                                       |       |
| Aquest retrat d'un anònim amb estrabisme divergent, conservat al Museu Liechtenstein de Viena, va ser atribuït molt de temps a Jean Fouquet. Hulin de Loo, discutí aquesta adjudicació des de 1906 i hi veu més aviat «un deixeble reconegut, manifest, incontestable i directe de Johannes van Eyck que s'hauria pogut establir a Borgonya o a Provença». Li assignà el nom de convenció de «mestre de 1456». No obstant això, un cop més, les traces d'afrancesament el situen, segons ell, més a prop de l'autor del Tríptic de l'Anunciació d'Ais, sobretot pel color de la pell i el dibuix de les ungles. Malgrat la disparitat entre diversos historiadors de l'art, Dominique Thiébaut, conservadora en cap del departament de pintura del museu del Louvre, va reprendre el 1983 aquesta hipòtesi d'un pintor provençal i avançà el nom de Barthélemy d'Eyck. Aquesta adjudicació al pintor de René d'Anjou està generalment admesa, de vegades amb un punt d'interrogació com en el moment d'una exposició a Bruges el 2002. |                                       |       |

### Dibuixos i il·luminacions

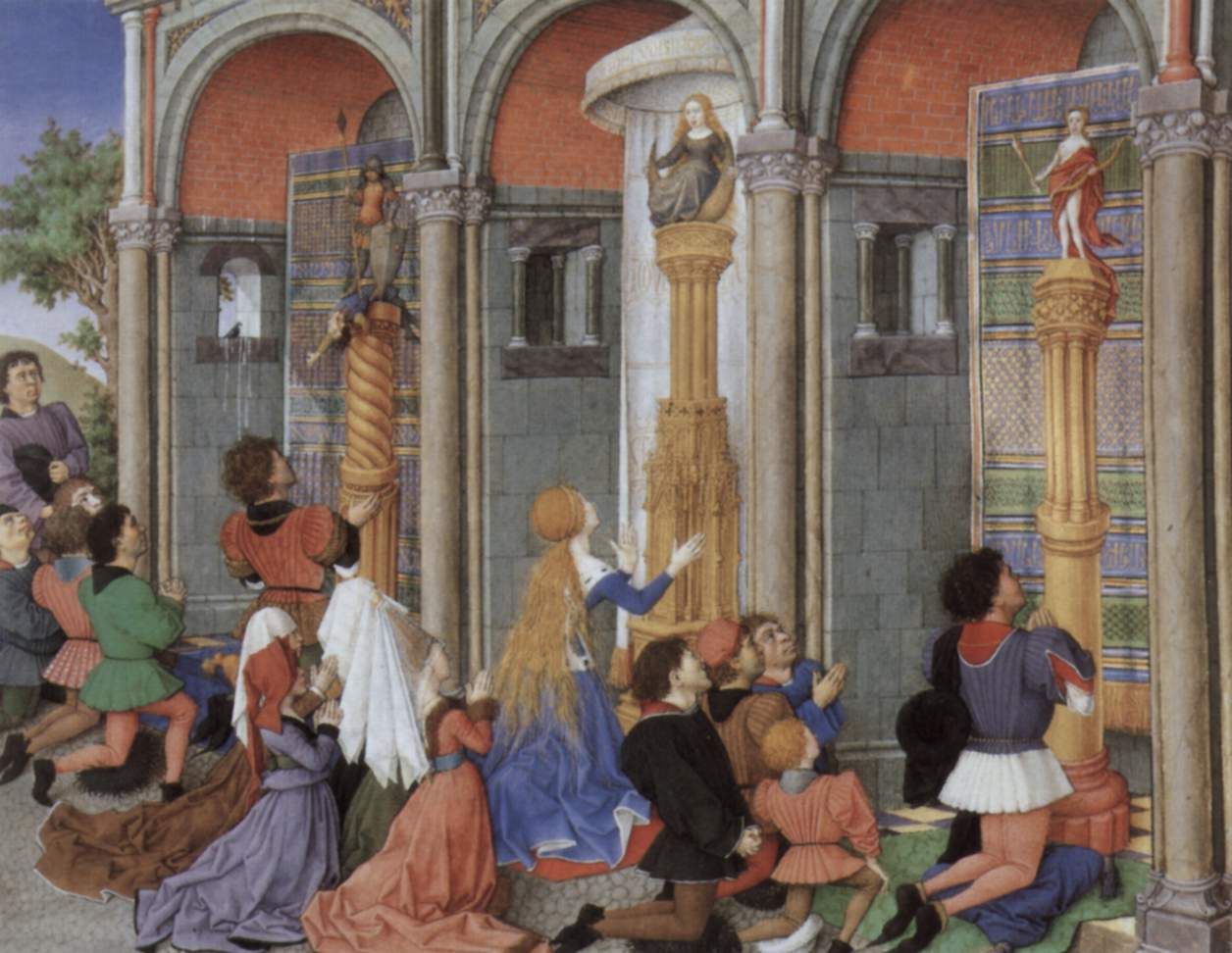
Emilia, Arcite i Palamon veneren als santuaris dels Déus, de La Teseida

Entre els llibres il·luminats que s'han conservat i que s'han atribuït a Barthélemy es troba el Llibre d'hores de la Pierpont Morgan Library de Nova York, en el que Enguerrand Quarton també va treballar, i cinc miniatures afegides a Les Hores de Londres de René d'Anjou a la Biblioteca Britànica i que el vincula molt personalment i intensament a la situació infeliç de René mentre va estar empresonat a Dijon. Harthan suggereix que els dissenys per a aquestes obres poden haver estat esbossats pel mateix René perquè Barthélemy els executés: «l'intèrpret fidel de les exaltades idees del rei, un company inseparable, discret i el soci eficaç, potser, en empreses artístiques conjuntes».
Els dos manuscrits més coneguts són el Llibre del cor d'amor enamorat i La Teseida, tots dos a Viena (Biblioteca nacional austríaca, Còdex 2597, 2617), que daten de 1460-1470, amb setze i set miniatures respectivament. El Llibre del cor d'amor enamorat era un romanç cortesà al·legòric escrit amb molta probabilitat per René. Té espais reservats per a ubicar unes altres vint-i-nou miniatures, que es troben en un altre manuscrit fet per un artista molt menys brillant, probablement copiades dels dibuixos de Barthélemy. Aquest cavalleresc romanç al·legòric arriba al final d'aquesta tradició, i només permet recollir parcialment el realisme de Barthélemy i la seva solidaritat humana. La seva habilitat excepcional amb els efectes de la llum es manifesta plenament; quatre de les setze miniatures són escenes de nit, i altres mostren l'alba o el crepuscle amb una gran brillantor. La translació francesa d'Il Teseida delle nozze d'Emilia de Boccaccio, una obra que en teoria tracta sobre Teseu i a la pràctica és un altre romanç, conté unes magnífiques escenes de la vida urbana a les seves imatges més grans i amb més personatges.

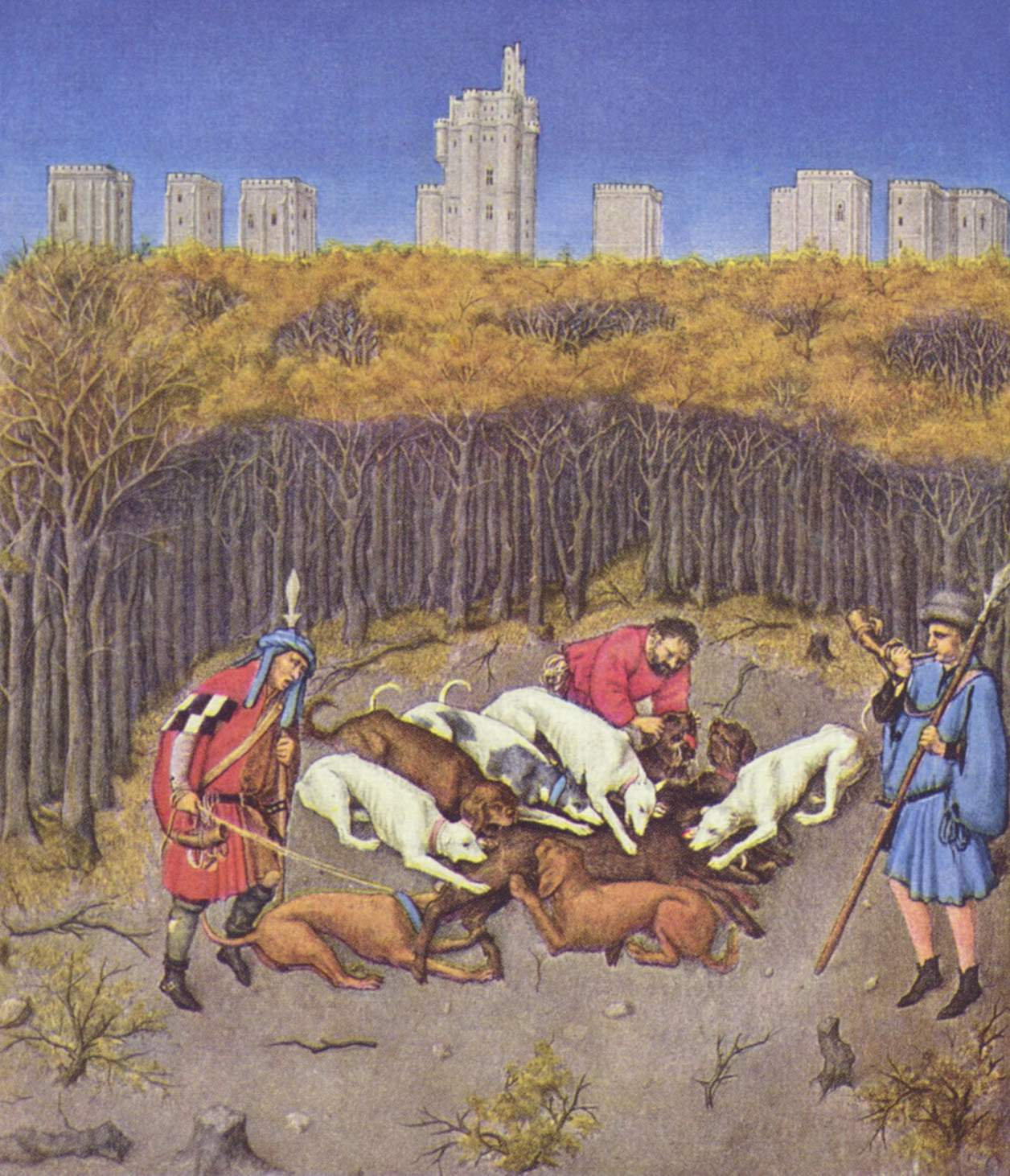
Desembre del calendari Riches Heures

Un treball una mica anterior, també il·lustrant un text de René, és el Llibre dels tornejos (BNF Ms Fr 2695) que és una peça atípica en estar pintat a l'aquarel·la en lloc de tremp i sobre paper en lloc de vitel·la.
Per a l'historiador de l'art alemany Eberhard König, Barthélemy hauria participat directament en obres del taller de Jan van Eyck, principalment la il·luminació de tres pàgines de Les molt riques hores del Duc de Berry, identificant-lo amb el mestre de les Ombres que es va afegir a la il·lustració a mitjans del segle xv, molt de temps després que els Germans de Limburg haguessin produït les miniatures més famoses (ells i el duc varen morir el 1416, deixant el manuscrit inacabat i sense consolidar).
En aquest període el llibre pot haver estat en poder de René. L'escena del mes de setembre del calendari, probablement obra parcial de Berthélemy, mostra el castell de Saumur, propietat de René, on va passar bona part dels anys 1460. També són seves les escenes dels mesos de març (potser només en part), octubre i desembre. La seva consciència espacial era més gran que la dels germans Limburg, i incloïa ombres, un tret molt significatiu de les miniatures de Barthélemy. Els seus rostres, especialment els dels camperols, estan més fortament individualitzats, tot i que les seves figures són menys elegants. Només aquestes escenes de calendari i possiblement les cares de la pàgina doble de la Processó de Sant Gregori mostren el seu estil; moltes altres miniatures es varen afegir en una generació posterior per part de Jean Colombe.
| Imatge | Dades                                                 | Dades |
| --- | ----------------------------------------------------- | ----- |
| | La Crònica Cockerell                                  |       |
| 1438-1442 | dibuix amb ploma sobre vitel·la 31,2 × 20,2 cm.       |       |
| Metropolitan Museum of Art (Nova York), Museu de Belles Arts del Canadà (Ottawa), Museu Nacional de Berlín, National Gallery of Victoria (Melbourne), Rijksmuseum (Amsterdam) i National Gallery of Art (Washington) |                                                       |       |
| Es tracta de nou fulls dibuixats i pintats, que estan dispersos entre sis museus diferents. Són les úniques que resten d'un manuscrit copiat de la Crònica Crespi cap a 1438-1442. Deu el seu nom al seu antic propietari, el conservador britànic Sydney Cockerell. Aquests fulls, són originaris d'Itàlia i més precisament de Nàpols on es trobaven encara a finals del segle xv, han estat relacionats amb la pintura francesa i sobretot del cercle del rei René. Podrien haver estat realitzades en ocasió del sojorn del rei René a la zona entre 1438 i 1442. La presència de Pierre del Billant en aquest període està contrastada pels textos. Els historiadors de l'art, entre ells Nicole Reynaud, coincideixen que Barthélemy d'Eyck podria ser l'autor d'aquesta crònica. |                                                       |       |
| | Hores Morgan                                          |       |
| 1440-1450 | il·luminació sobre pergamí 25 × 18,3 cm.              |       |
| Pierpont Morgan Library |                                                       |       |
| Aquest llibre d'hores es conserva a la Pierpont Morgan Library de Nova York (M358) La seva decoració va ser realitzada als anys 1440-1445 en col·laboració amb Enguerrand Charonton, però està inacabada. Set de les miniatures i la majoria dels 24 medallons del calendari al començament del manuscrit són obra de Barthélemy, mentre que altres tres són l'obra del Picard. Va ser François Avril qui va descobrir en aquest calendari una inspiració eyckiena i els jocs d'ombres característiques del «Mestre del rei René». El descobriment de l'acte notarial què situa els dos homes a la mateixa època, ha vingut a confirmar aquesta adjudicació a Barthélemy d'Eyck. |                                                       |       |
| | Hores Egerton                                         |       |
| 1440 | il·luminació sobre pergamí 22 × 16,5 cm.              |       |
| Biblioteca Britànica |                                                       |       |
| Aquest llibre d'hores va ser il·luminat a París als anys 1410. es varen afegir diversos textos després de la seva adquisició pel rei René als anys 1440, així com cinc miniatures. Els Escut d'armes del rei (f.4v), una Vista del Sant Sepulcre de Jerusalem (f.5), la il·lustració del Rei mort (f.53), la Santa Hòstia de Dijon (f.110) i finalment Els Tres Valents que porten l'aigua de Betlem al rei David (f.139) han estat atribuïdes per la majoria dels historiadors a Barthélemy d'Eyck. Aquestes miniatures presenten una influència molt eyckiena tot posseint un caràcter molt francès. Una atribució tanmateix discutida per Katherine Reynolds o per Nicole Robin que prefereix veure-hi la mà de Pierre del Billant |                                                       |       |
| | Afegitons a Les molt riques hores del Duc de Berry    |       |
| 1440 | il·luminació sobre vitel·la 22,5 x 13,6 cm. cada full |       |
| Museu Condé de Chantilly |                                                       |       |
| Diversos historiadors de l'art coincideixen a veure la mà de Barthélemy d'Eyck en un dels més cèlebres manuscrits il·luminats, actualment conservat al museu Condé de Chantilly (Ms.65). Segons l'italià Luciano Bellosi, el manuscrit dels germans de Limburg, morts el 1416, va ser completat per un pintor que hauria intervingut als anys 1440. Les miniatures de certs mesos del calendari - febrer, març, juny, setembre, octubre i desembre - varen ser realitzades o acabades en aquesta època: certs vestits són característics de la moda de la segona meitat del segle xv. L'ús de les ombres darrere els personatges és també la seva marca de fàbrica, fins al punt que ha estat sobrenomenat el «mestre de les Ombres». L'existència d'un pintor una mica anterior a mitjan segle fa qüestionar un tema amb consens entre els historiadors de l'art. Segons Bellosi, aquest pintor, que posseeix caràcters eyckians i sens dubte vivia al cercle reial o en el de René d'Anjou, cunyat de Carles VII, podria ser Barthélemy d'Eyck. Per a Nicole Reynaud, la representació dels gossos de desembre, amb escuma a la boca, és quasi una signatura de l'artista. Aquesta atribució a Barthélemy d'Eyck ha estat discutida per diversos especialistes. És el cas per exemple de la historiadora de l'art britànic Catherine Reynolds, per a qui l'estil dels afegitons d'aquest pintor intermedi no correspon al de Barthélemy d'Eyck. D'altra banda, alguns elements d'aquesta part afegida a les Molt Riques Hores es troben a certes miniatures de manuscrits anteriors, en dos llibres d'hores atribuïts al mestre de Dunois: una escena de sembra d'octubre en un manuscrit conservat a Oxford i una «Presentació al temple» a les Hores de Dunois. Ara bé, aquests manuscrits són produïts és entre 1436 i 1440. Des de llavors, els afegitons del pintor intermedi cal datar-los com a més tard a final dels anys 1430. Tanmateix, en aquesta època, Barthélemy d'Eyck, actiu només a partir de 1444, no pot haver tingut entre les mans els quaderns inacabats del duc de Berry segons Reynolds. |                                                       |       |
| | Pas d'armes de la pastora de Tarascon                 |       |
| 1449 | il·luminació sobre pergamí 20,5 × 15 cm.              |       |
| Biblioteca Nacional de França |                                                       |       |
| Aquest text, redactat en vers per un parent del rei René, Louis de Beauvau, dona compte d'un torneig organitzat el 1449, posant en escena cavallers i dames disfressats de pastors i pastores. L'únic manuscrit d'aquest relat (Biblioteca Nacional de França, Fr1974) conté una miniatura en frontis representant una pastora trenant llorers per al futur vencedor. Aquesta escena presenta similituds amb l'«Emília al jardí» representada a La Teseida de Viena, particularment en la forma de les mans. La il·lustració segueix d'altra banda el text amb nombrosos detalls iconogràfics. Tots aquests elements recolzen, segons François Avril, l'adjudicació a Barthélemy. |                                                       |       |
| | La mortificació del va plaer                          |       |
| 1455 | il·luminació sobre pergamí 12,3 × 12,5 cm.            |       |
| Biblioteca municipal de Metz |                                                       |       |
| Existeix una dotzena de manuscrits d'aquest tractat de moral religiosa escrit també per René d'Anjou el 1455. L'exemplar sens dubte original i personal de René ha desaparegut, però es conserven cinc miniatures a la biblioteca municipal de Metz. Aquestes miniatures són atribuïdes a l'il·luminador de Bourges Jean Colombe, si bé Barthélemy d'Eyck hi podria haver contribuït. Segons François Avril, el pintor del rei René les hauria començat i hauria deixat en un estat molt avançat. Diversos detalls d'aquestes pintures recorden altres obres del pintor: la cabana, la pesada maçoneria del castell, el riu i les seves ribes rocoses es troben en diferents miniatures del Llibre del cor d'amor enamorat. Diversos detalls arquitectònics i sobretot els murs en maó que es troben al manuscrit de La Teseida. Jean Colombe o el seu taller hauria acabat aquestes miniatures per la seva posada en color en els anys 1470, és a dir després de la mort de Barthélemy. |                                                       |       |
| | Llibre del cor d'amor enamorat                        |       |
| 1465 | il·luminació sobre pergamí 29 × 20,7 cm.              |       |
| Biblioteca Nacional d'Àustria |                                                       |       |
| Aquesta obra és una epopeia cavalleresca nodrida de literatura cortesana escrita en vers i en prosa pel rei René en persona el 1457. El manuscrit conservat a Viena (Vindobonensis 2597) va ser escrit cap a 1458-1460. Les seves il·luminacions varen ser començades per Barthélemy d'Eyck cap a 1465. Varen ser interrompudes per la mort de l'artista: 16 miniatures sobre les 44 previstes varen ser pintades, sobre els 50 primers fulls. Aquestes miniatures, molt properes al text, sovint resumeixen en una imatge diversos episodis evocats a la mateixa pàgina. Formant cadascun dels petits quadres, utilitzen molt freqüentment els clarobscurs i els jocs d'ombres, com en els seus afegitons a les Molt Riques Hores. |                                                       |       |
| | Hores de René d'Anjou                                 |       |
| 1459-1460 | il·luminació sobre pergamí 28,1 × 20 cm.              |       |
| Biblioteca Nacional de França |                                                       |       |
| Aquest llibre d'hores, datat als anys 1459-1460, és sens dubte l'últim en possessió del rei (BNF, llatí 17332). Fou probablement executat sota el seu control directe. Una sola miniatura va ser realitzada: la que representa la Verge tal com en un quadre votiu, de mig cos, el cap inclinat i cobert amb un vel blau. Aquesta imatge reprèn sens dubte un quadre que havia estat de René d'Anjou i avui està desaparegut. El manuscrit conté igualment decoracions al marge presentant símbols representant el rei René i la seva història al final de la seva vida però estan en gran part enfosquides. Aquesta proximitat amb el duc d'Anjou així com el domini dels emblemes del duc defenen l'adjudicació al seu pintor més proper, Barthélemy d'Eyck, fins i tot si aquest no hagués fet més que supervisar la realització de les decoracions dels marges. |                                                       |       |
| | El Llibre dels tornejos                               |       |
| 1440 | Aiguada sobre paper 30 × 38,5 cm.                     |       |
| Biblioteca Nacional de França |                                                       |       |
| El Tractat de la forma i condicions de com es fa un torneig és un text escrit pel mateix René d'Anjou descrivint un nou model de desenvolupament de torneig de cavalleria, prenent l'exemple d'un afrontament fictici entre el cercle del Duc de Bretagne i el del Duc de Borbó. Les il·lustracions ocupen 36 pàgines el que correspon a un terç d'aquest manuscrit conservat a la Biblioteca Nacional de França (Fr2695). Es tracta no d'il·luminacions tradicionals sinó d'aiguades de tinta. Aquestes il·lustracions reflecteixen una estreta relació entre el rei escriptor i el seu pintor: les miniatures són un formiguer de desenes de detalls presents en el text del qual és sens dubte el manuscrit original. La manera de representar l'escut d'armes, les formes de les cimeres típiques de les regions entre el Rin i el Mosa, així com l'ús del clarobscur recorden l'art de Barthélemy d'Eyck. El manuscrit és datat dels anys 1460, segons la seva filigrana i els símbols heràldics utilitzats |                                                       |       |
| | La Teseida                                            |       |
| 1460 | Tremp sobre vitel·la 26,6 × 20 cm.                    |       |
| Biblioteca Nacional d'Àustria |                                                       |       |
| Aquest manuscrit, actualment conservat a la Biblioteca nacional austríaca (Vindobonensis 2617) és l'única versió il·lustrada amb una traducció francesa de la cèlebre obra de Giovanni Boccaccio. Va ser redactat en els anys 1460 i va incorporar grans miniatures ocupant més de la meitat de les pàgines. Setze han estat totalment pintades. Barthélemy d'Eyck va realitzar sens dubte la primera campanya d'il·luminació, que cobreix la primera part del llibre als anys 1460 a Ais de Provença. A més a més d'una inicial historiada representant Boccaccio al seu taller (f.3), hi ha una miniatura representant una escena de dedicatòria (f.14v), La Victòria de Teseu contra les Amazones (f.18v-19), El Triomf de Teseu a Atenes (f.39), Emília al jardí (f.53), L'Alliberament d'Arcita (f.64), Emília testimoni del duel d'Arcita i Palamon (f.76v-77) L'Oració d'Arcita, Emília i Palamon (f.102). Les altres són obra de la mà d'un altre pintor favorit del rei René, el mestre del Boccaccio de Ginebra, que s'hi dedica a Angers als anys 1470. També va acabar algunes de les miniatures de Barthélemy, com les cares de la doble pàgina 76v-77. L'estil de Barthélemy es troba en els personatges de gran talla i els paisatges d'horitzó baix i poc detallats. Ha transposat una història antiga en la decoració del seu temps: els accessoris, els vestits, l'arquitectura i els vaixells daten dels anys 1460. |                                                       |       |
| | Retrat de Lluís II d'Anjou                            |       |
| entre 1456 i 1465 | il·luminació sobre pergamí 22 × 16,5 cm.              |       |
| Biblioteca Nacional de França |                                                       |       |
| Aquest dibuix a ploma i aquarel·la sobre paper conservat al gabinet de les estampes de la Biblioteca Nacional de França representa Lluís II d'Anjou (1377-1417), pare de René. Es tracta probablement de la còpia d'una pintura més antiga contemporània del model, ja que la filigrana del paper utilitzat, difós a Provença, indica una data entre 1456 i 1465, és a dir, després de la seva mort. A més a més, la finesa dels trets de la cara i de la caputxa indica una influència de Van Eyck. Ha estat sens dubte ampliat al segle xviii com ho ensenyen clarament els marges. Segons François Avril, tan sols Barthélemy d'Eyck seria capaç d'atènyer tal nivell, en un retrat considerat com un dels més bonics del segle xv. Aconsegueix alhora crear un facsímil d'una obra més antiga, com ja ho havia fet a la miniatura de la Verge del llibre d'hores de René d'Anjou o en la Crònica Cockerell, tot inserint-hi algunes de les característiques del seu estil, com la representació de les matèries i de la pell. |                                                       |       |

## Possibles influències

### A Provença i la Vall del Loira

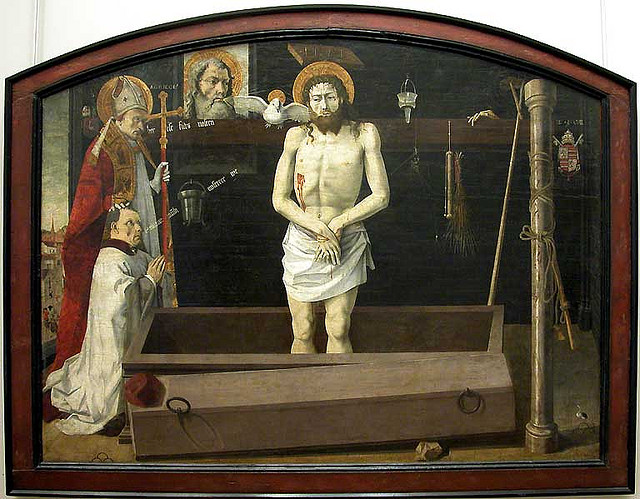
Retaule de Boulbon, anònim, cap a 1450 museu del Louvre

Per a Charles Sterling, el «mestre d'Ais» ha marcat d'altres artistes de Provença, particularment en l'àmbit de la pintura de retaule. És citat com a exemple el Retaule de Boulbon, actualment conservat al Louvre, encara que el seu mal estat dificulti jutjar el seu estil. També hauria pogut haver influït certs mestres vidriers de la regió. Finalment, François Avril ha reunit un petit corpus de manuscrits provençals on s'observa una influència directa del «mestre del rei René» i que els atribueix a Pierre Villate -igualment col·laborador d'Enguerrand Charonton a La Mare de Déu de la Misericòrdia de la família Cadard del museu Condé.
A Anjou, Barthélemy va influenciar evidentment la resta de pintors col·laboradors del rei René: aquesta influència és relativament evident en el conegut amb el nom de mestre del Boccacco de Ginebra, qui va finalitzar La Teseida, començada per Barthélemy. El mestre del Boccaccio pren certs motius i sobretot els caps, gestos i estils dels teixits. Es va basar sens dubte en Barthélemy, segons Eberhard König, o bé als anys 1460, o bé després dels anys 1450. Aquesta influència s'estengué de la Vall del Loira fins a Bourges, on estava instal·lat Jean Colombe, qui va acabar alguns dels seus manuscrits i va realitzar també còpies, com l'exemplar de la Mortificació del va plaer conservat a la Biblioteca Bodmeriana a Ginebra.

### A Itàlia i Espanya

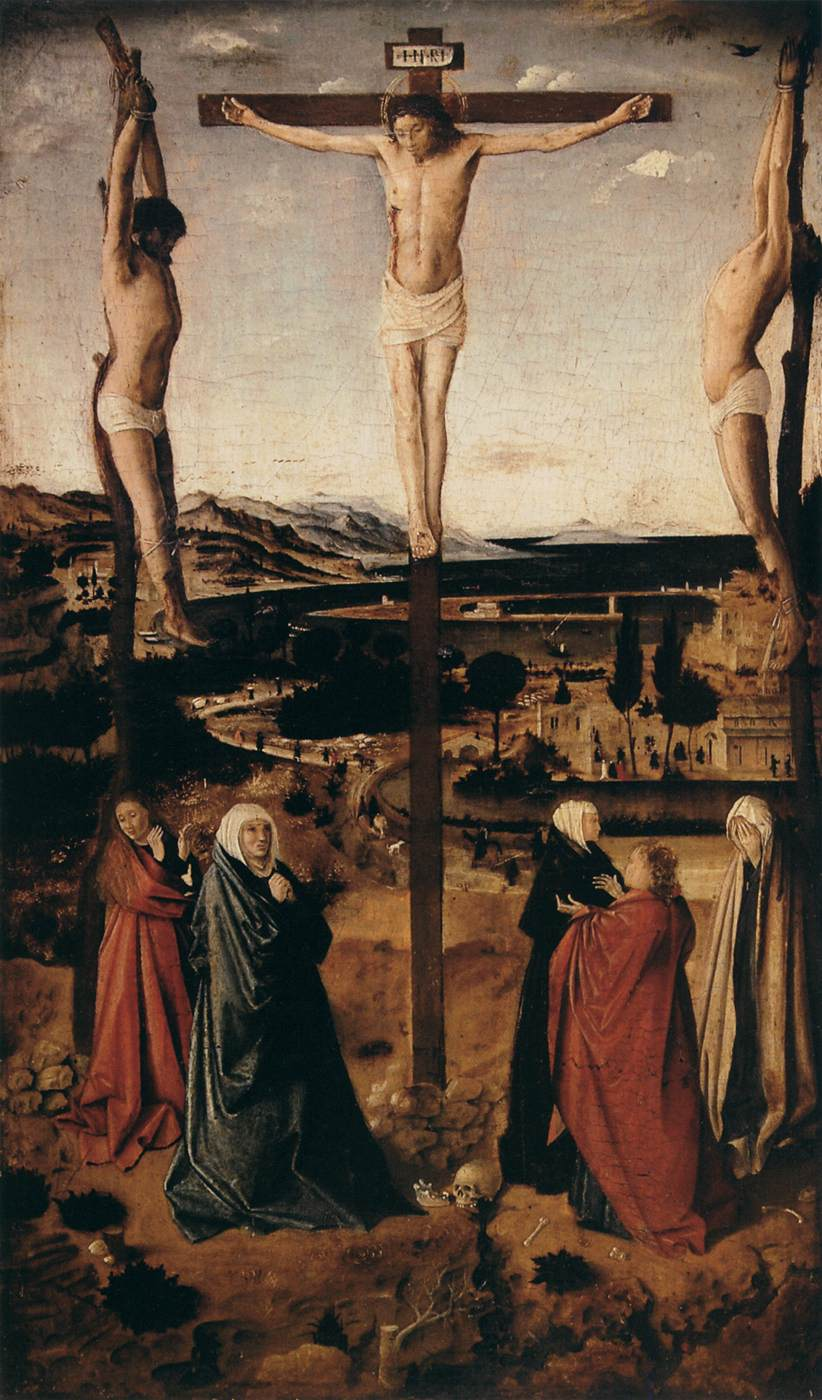
Crucifixió de Sibiu, Antonello da Messina, cap a 1460, Museu Nacional d'Art de Romania

S'han pogut identificar diverses influències en pintors italians. Per a Fiorella Sricchia Santoro, l'estil de Barthélemy d'Eyck podria haver influenciat Antonello da Messina mitjançant el seu mestre, Colantonio. Al seu quadre de la Crucifixió de Sibiu conservat al Museu Nacional d'Art de Romania, els personatges presenten, segons ella, similituds amb els de L'Anunciació d'Ais. Segons Mauro Lucco, també hauria pogut influenciar Giovanni Bellini. Les relacions s'haurien pogut produir entre els dos artistes, ja que René d'Anjou havia rebut el regal d'un manuscrit d'una Geografia d'Estrabó il·luminat per aquest pintor. Carlo Ginzburg veu fins i tot una influència de Barthélemy sobre Piero della Francesca. Si bé un possible viatge de Barthélemy a la zona podria explicar aquestes influències, aquestes també podrien provenir dels intercanvis de dibuixos i d'obres entre Provença i Itàlia en aquell temps. En efecte, els viatgers italians recorren regularment la regió. Finalment, de la mateixa forma que René d'Anjou rebia manuscrits italians en regal, cal pensar que també hauria pogut ell aportar algun manuscrit del seu pintor favorit a Itàlia.
Algunes obres espanyoles estan marcades per l'art de Barthélemy d'Eyck. Els historiadors de l'art han destacat el parentiu entre l'art del pintor del rei René i certs retaules, com el de Retaule la Mare de Déu de Belem de Laredo (Cantàbria). L'estàtua gòtica de la Mare de Déu, avui incorporada en un retaule barroc, presenta grans similituds amb el dibuix conservat al museu d'Estocolm. Aquesta influència potser prové de la presència de nombrosos espanyols a la cort de René d'Anjou, en part perquè sa mare, Violant, era d'origen aragonès.

## Historiografia
En paraules de Dominique Thiébaut el 2004, «cap pintor actiu sobre sòl francès, no ha suscitat una literatura tan abundant i discussions tan apassionades aquests darrers anys com el misteriós Barthélemy d'Eyck». L'historiador August Vallet de Viriville va esmentar per primera vegada la seva existència el 1858 després d'haver trobat el seu rastre als comptes del rei René però sota el nom de Barthélemy de Clerc, degut a un error de transcripció. Albert Lecoy de La Marche, un arxiver-historiador, va completar la informació sobre el personatge gràcies als seus treballs sobre els comptes del rei René el 1875.
El 1892, Paul Durrieu va ser el primer a atribuir unes obres al pintor del rei René: es tracta del Llibre del cor d'amor enamorat i de La Teseida, tots dos conservats a Viena. Posteriorment va ser Georges Hulin de Loo qui li atribueix el 1904 el Tríptic d'Ais amb molta prudència, optant per forjar-li el nom de «mestre de l'Anunciació d'Ais». Igualment molt prudent, Paul Durrieu li atribuí el Llibre dels tornejos el 1911 assignant-li també ell un nom de convenció: el «mestre del Coeur d'Amours Espris» o «mestre de René d'Anjou» Si bé aquests noms de convenció són abundantment utilitzats, l'atribució d'aquests amb Barthélemy d'Eyck, ha avançat amb moltes precaucions, i va trobar al principi poc suport entre els altres historiadors d'art.
L'acostament entre el mestre d'Ais i el mestre de René d'Anjou va ser suggerit a partir de 1928 pel conservador del Louvre Louis Demonts, i posteriorment per l'historiador de l'art alemany Paul Wescher el 1945. Va ser sobretot Jacques Dupont el 1950 qui efectuà un acostament entre els petits personatges del Tríptic d'Ais i els del Livre du cœur d'Amour épris. A la mateixa època, l'historiador de l'art austríac Otto Pächt afirmava que René d'Anjou hauria realitzat les il·lustracions dels seus propis manuscrits i no tenia, segons ell, cap sentit identificar cap altre pintor darrere el mestre de René d'Anjou, una hipòtesi que trobà poc suport.
Barthélemy d'Eyck va ser recuperat amb ocasió d'una notícia descoberta als arxius, feta per Charles Sterling el 1981, que certificava la seva presència a Ais en companyia d'Enguerrand Charonton en el moment de la realització de les Hores Morgan, què François Avril havia atribuït al «mestre del rei René» uns anys abans. El 1983, a la seva monografia consagrada a Charonton, Sterling hi inclou un capítol restituint la vida i l'obra de Barthélemy d'Eyck a partir dels elements documentals i de les obres que havien estat atribuïdes al «mestre del rei René» i al «mestre d'Ais».
A partir d'aquesta data, nombrosos historiadors de l'art, fins a aquell moment crítics sobre el paper de Barthélemy, segueixen el seu exemple i enriqueixen el corpus de les seves obres. Michel Laclotte i Dominique Thiébaut validen aquesta hipòtesi dins la seva obra sobre l'escola d'Avinyó, François Avril li atribuí el Llibre dels tornejos en ocasió de la seva publicació el 1986, la historiadora de l'art italiana Fiorella Sricchia Santoro acredità aquell mateix any la idea del seu viatge a Nàpols. La historiadora austríaca Felicitas Brachert publicà La Teseida el 1989 atribuint-li el manuscrit. i Eberhard König fa el mateix el 1996 amb el Llibre del cor d'amor enamorat. Confirma també l'adjudicació dels afegitons al calendari de les Molt Riques Hores del duc de Berry.
Nicole Reynaud publicà nous documents sobre el pintor i li atribuí encara més obres el 1989. L'historiador italià Carlo Ginzburg va manifestar el 1996 que «el mestre de l'Anunciació d'Ais ha pogut ser identificat amb tota certesa amb Barthélemy d'Eyck», fent de vincle, segons ell, entre Jean Fouquet i Piero della Francesca. Encara que nombrosos museus i exposicions ja reconeguin les seves obres sense dubtar, alguns historiadors de l'art, com Albert Châtelet, s'oposen amb insistència a aquestes atribucions.